# Primeres Nacions
Les Primeres Nacions (en anglès: First Nations; en francès: Premières Nations) al Canadà són grups de pobles indígenes que es classifiquen com a diferents dels Inuit i dels Métis. El terme «Primeres Nacions» també s'utilitza per referir-se als indígenes australians.
Tradicionalment, les Primeres Nacions al Canadà eren pobles que vivien al sud del límit arbori, i principalment al sud del cercle polar àrtic. Hi ha 634 governs o bandes amb el nom de «Nacions» reconegudes a tot Canadà. Aproximadament la meitat es troben a les províncies d'Ontario i Colúmbia Britànica.
Segons la jurisprudència de la Carta Canadenca dels Drets i les Llibertats (la Carta), les Primeres Nacions són un «grup designat», juntament amb les dones, les «minories visibles», i les persones amb discapacitats físiques o mentals. Les Primeres Nacions no es defineixen com una minoria visible segons els criteris de Statistics Canada (StatCan).
Els pobles indígenes nord-americans tenen cultures que abasten milers d'anys. Algunes de les seves tradicions orals descriuen amb precisió esdeveniments històrics, com el terratrèmol de Cascàdia de 1700 i l'erupció del Tseax Cone del segle xviii. Els registres escrits van començar amb l'arribada d'exploradors i colons europeus durant l'era dels descobriments a finals del segle xv. Els relats europeus de paranyers, comerciants, exploradors i missioners donen una evidència important de la cultura dels primers contactes. A més, la investigació arqueològica i antropològica, així com la lingüística, han ajudat els estudiosos a reunir una comprensió de les cultures antigues i dels pobles històrics.
Encara que no exemptes de conflicte, les interaccions dels primers colons amb les poblacions de les Primeres Nacions, els Métis i Inuit van ser menys combatives en les batalles, sovint violentes, entre colons i pobles nadius als Estats Units d'Amèrica, i molt menys que les d'altres colònies britàniques a Austràlia i Sud-àfrica.

## Terminologia
Col·lectivament, els pobles de les Primeres Nacions, Inuit i Métis (FNIM) constitueixen pobles indígenes al Canadà, pobles indígenes de les Amèriques o «primers pobles».
«Primera nació» com a terme es va utilitzar oficialment pel govern canadenc a partir de la dècada del 1980 per substituir el terme «banda índia» per referir-se a grups d'indis amb un govern i una llengua comuns. Els pobles de les Primeres Nacions havien començat a identificar-se amb aquest terme durant l'activisme de la dècada del 1970, per evitar l'ús de la paraula «indi», que alguns consideraven ofensiva. No existeix cap definició legal del terme.
Alguns pobles indígenes del Canadà també han adoptat el terme «Primera Nació» per substituir la paraula «banda» en el nom formal de la seva comunitat. Segons la Llei índia (Indian Act) de la Corona canadenca, una banda és un «cos d'indis (a) per a l'ús i benefici dels quals en terres comuns... han estat separats, (b)... es mantenen diners... o (c) es declara... banda als efectes de...».
El terme «indi» és un nom equivocat, donat als pobles indígenes d'Amèrica del Nord per exploradors europeus que erròniament pensaven que havien desembarcat a les Índies Orientals. L'ús del terme nadius americans, que el govern i altres han adoptat als Estats Units d'Amèrica, no és habitual al Canadà. Es refereix més específicament als pobles indígenes que resideixen dins dels límits dels Estats Units d'Amèrica. El terme paral·lel «nadiu canadenc» no s'utilitza habitualment, però sí «native» (en anglès) i «autochtone» (en francès canadenc; del grec αὐτóχθων (autókhthōn), format format a patir de αὐτóς (autós, «el mateix») i χθων (khthōn, «terra»). Sota la Proclamació Reial de 1763, també coneguda com la Carta Magna de l'Índia, la Corona canadenca es referia als pobles indígenes de l'Amèrica del Nord britànica com a «tribus» o «nacions». El terme «Primeres Nacions» s'escriu amb majúscula. «Bandes» i «nacions» poden tenir significats lleugerament diferents.
Dins del Canadà, el terme «Primeres Nacions» s'ha generalitzat per als pobles indígenes diferents dels inuits i els métis. Les persones que utilitzen el terme fora del Canadà inclouen tribus nord-americanes del nord-oest del Pacífic, així com partidaris del moviment independentista de Cascàdia. El singular, utilitzat habitualment a les reserves culturalment polititzades, és el terme «persona de les Primeres Nacions» (quan és específic de gènere, «home de les Primeres Nacions» o «dona de les Primeres Nacions»). Des de finals del segle xx, els membres de diverses nacions s'identifiquen amb més freqüència només per la seva identitat tribal o nacional, per exemple, «Sóc haida» o «Som kwantlens», en reconeixement de les diferents Primeres Nacions.

## Història

### Nacionalitat

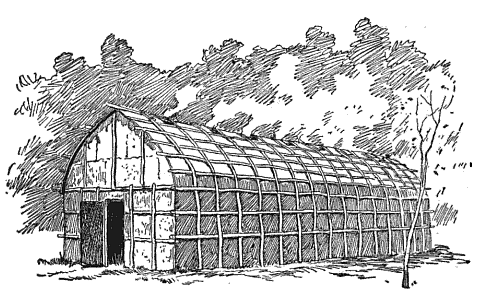
Una casa comunal tradicional iroquesa

Els pobles de les Primeres Nacions s'havien establert i establert rutes comercials a través del que ara és el Canadà entre el 1000 aC i el 500 aC. Es van desenvolupar comunitats, cadascuna amb la seva pròpia cultura, costums i caràcter. Al nord-oest es trobaven els pobles de parla atapascana, els pobles slaves, els ttłįchǫ, els pobles de parla tutxone i els tlingits. Al llarg de la costa del Pacífic hi havia els Haida, salish, kwakiutl, nuu-chah-nulth, nisga'a i gitxsan. A les planes hi havia els blackfoot, kainai, sarsi i peigan del nord. Als boscos del nord hi havia els cree i els chipewyan. Al voltant dels Grans Llacs hi havia els anishinaabe, algonquins, iroquesos i wyandot. Al llarg de la costa atlàntica hi havia els beothuk, maliseet, innu, abenaki i mi'kmaq.
Les Confederacions Blackfoot resideixen a les Grans Planes de Montana i a les províncies canadenques d'Alberta, Colúmbia Britànica i Saskatchewan. El nom «blackfoot» (peus negres) prové del color del calçat de cuir dels pobles, conegut com mocassins. Havien tenyit o pintat de negre els fons dels seus mocassins. Un relat va afirmar que les Confederacions dels Peus Negres caminaven entre les cendres dels focs de les praderies, que al seu torn tenyien de negre els fons dels seus mocassins. Havien emigrat a les Grans Planes des de la zona de l'Altiplà. Els peus negres poden haver viscut a la seva terra natal des del final del pleistocè fa dotze mil anys.
Durant milers d'anys, van gestionar la praderia per mantenir ramats de bisons i van conrear baies i arrels comestibles. Històricament, només van permetre l'entrada al seu territori de comerciants legítims, fent tractats només quan els ramats de bisons van ser exterminats a la dècada del 1870.
La història dels squamish és una sèrie d'esdeveniments passats, tant transmesos a través de la tradició oral com de la història recent, dels pobles indígenes squamish de la costa nord-oest del Pacífic. Abans de la colonització i la introducció de l'escriptura només hi havia tradició oral com a forma de transmetre històries, lleis i coneixements entre generacions.
El sistema d'escriptura establert a la dècada del 1970 utilitzava com a base l'alfabet llatí. Els ancians coneixedors tenien la responsabilitat de transmetre el coneixement històric a la següent generació. La gent va viure i va prosperar durant milers d'anys fins al Gran Diluvi. En una altra història, després del Diluvi, es repoblarien des dels pobles de Schenks i Chekwelp, situats a Gibsons. Quan les línies d'aigua van retrocedir, va sorgir el primer Squamish. El primer home, anomenat Tseḵánchten, va construir la seva casa llarga al poble, i més tard un altre home anomenat Xelálten, va aparèixer al terrat de la seva casa llarga que va ser enviat pel Creador, o en llengua squamish keke7nex siyam. Va anomenar aquest home el seu germà. Va ser a partir d'aquests dos homes que la població va començar a augmentar i els Squamish es van estendre pel seu territori.

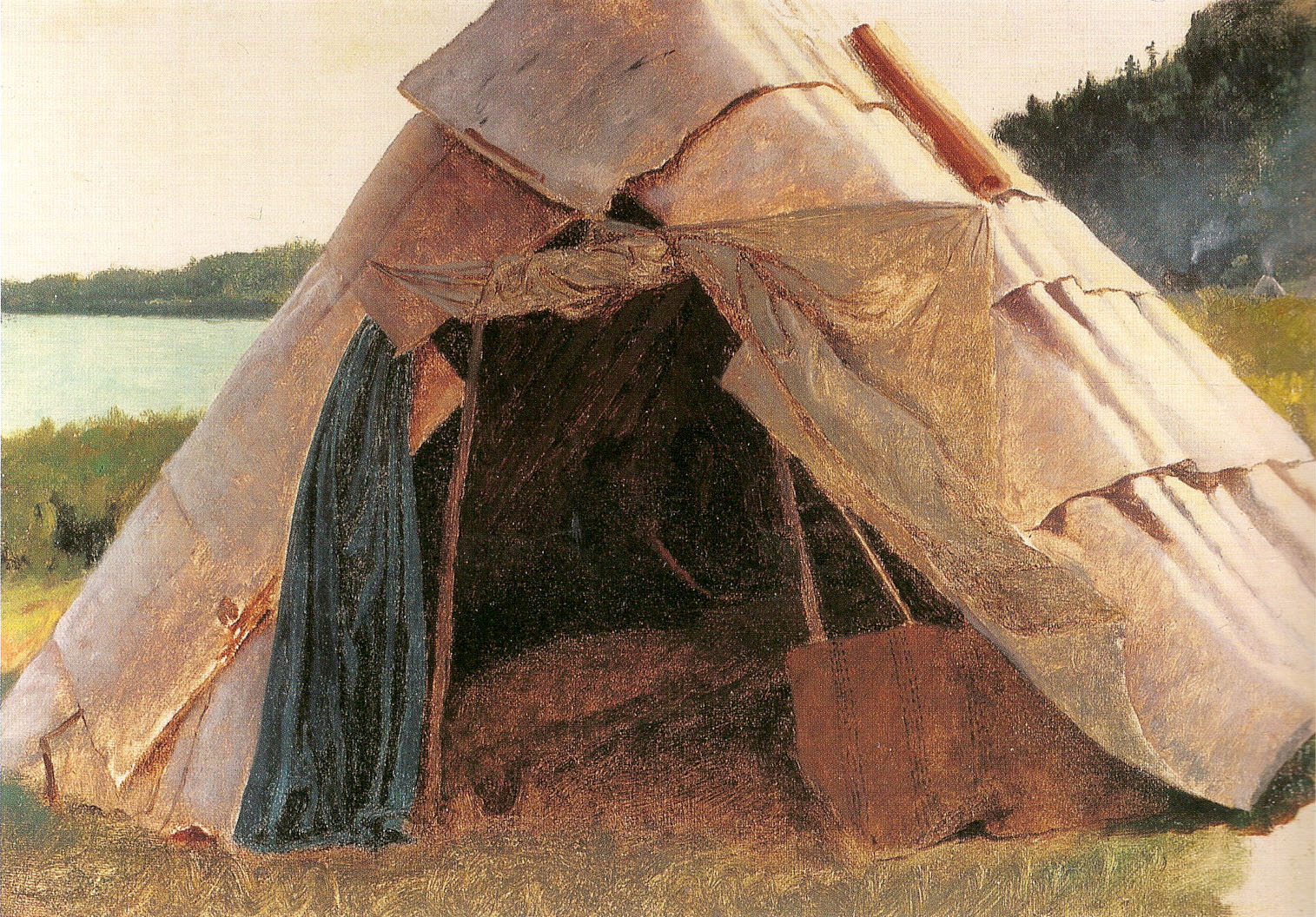
Detalls dOjibwe Wigwam a Grand Portage d'Eastman Johnson

La influència iroquesa es va estendre des del nord de Nova York fins al que ara és el sud d'Ontario i l'àrea de Montreal del Quebec modern. La Confederació Iroquesa es va formar, per tradició oral, cap al 1142.
Adeptes de conrear  les Tres Germanes (blat de moro/mongetes/carbassa), els iroquesos es van fer poderosos gràcies a la seva confederació. A poc a poc els algonquins van adoptar pràctiques agrícoles que permeten mantenir poblacions més grans.
Els assiniboine eren aliats propers i socis comercials dels cree, involucrant-se en guerres contra els gros ventres al seu costat, i més tard lluitant contra els blackfoot. Poble de les Planes, no van anar més al nord que el riu Saskatchewan Nord i van comprar una gran quantitat de mercaderies comercials europees a través d'intermediaris cree de la Companyia de la Badia de Hudson. L'estil de vida d'aquest grup era seminòmada, i seguien els ramats de bisons durant els mesos més càlids. Van comerciar amb comerciants europeus i van treballar amb les tribus mandans, hidatsa i arikara.
En la història oral més antiga, els algonquins eren de la costa atlàntica. Juntament amb altres Anicinàpek, van arribar al «First Stopping Place» prop de Montreal.
Mentre els altres pobles Anicinàpe continuaven el seu viatge pel riu Sant Llorenç, els Algonquins es van establir al llarg del Kitcisìpi (riu Ottawa), una important carretera per al comerç, l'intercanvi cultural i el transport des de temps immemorials. No obstant això, una identitat algonquina diferent no es va adonar fins després de la divisió de l'Anicinàpek al «Tercer lloc de parada», estimat fa uns 2.000 anys prop de l'actual Detroit.

Segons la seva tradició, i d'enregistraments en wiigwaasabak (rotlles d'escorça de bedoll), els ojibwe (un poble de parla algonquina) provenien de les zones orientals d'Amèrica del Nord, o l'Illa de la Tortuga, i de la costa est.

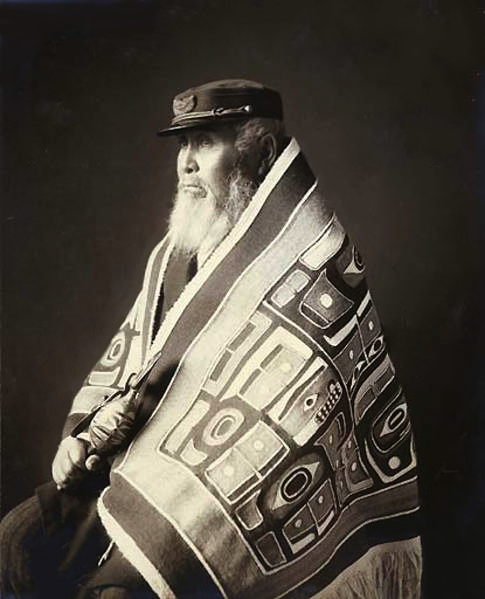
Cap Anotklosh de la tribu Taku

Van comerciar àmpliament per tot el continent durant milers d'anys i sabien de les rutes de canoa a l'oest i una ruta terrestre cap a la costa oest. Segons la història oral, set grans éssers miigis (radiants/iridescents) van aparèixer als pobles del Waabanakiing per ensenyar als pobles el midewiwin (home medicina). Un dels set grans éssers miigis era massa poderós espiritualment i va matar els pobles del Waabanakiing quan la gent estava en la seva presència. Els sis grans éssers miigis es van quedar per ensenyar mentre ell tornava a l'oceà. Els sis grans éssers miigis van establir llavors doodem (clans) per als pobles de l'est. D'aquests doodem, els cinc doodem Anishinaabe originals eren el Wawaazisii (Peix gat bru), Baswenaazhi (Creador d'eco, és a dir, Grua), Aan'aawenh (Ànec cuallarg), Nooke (Ós) i Moozoonsii (Petit ant), llavors aquests sis éssers miigis van tornar també a l'oceà. Si s'hagués quedat el setè miigis, hauria establert el doodem Ocell del tro.
Els nuu-chah-nulth són un dels pobles indígenes de la costa nord-oest del Pacífic. El terme «Nuu-chah-nulth» s'utilitza per descriure quinze Primeres Nacions separades però relacionades, com ara les Primeres Nacions de Tla-o-qui-aht, la Primera Nació d'Ehattesaht i la Primera Nació d'Hesquiaht la llar tradicional de la qual es troba al nord-oest del Pacífic, a la costa oest de l'illa de Vancouver. En els temps previs i primerencs posteriors al contacte, el nombre de nacions era molt més gran, però la verola i altres conseqüències del contacte van provocar la desaparició de grups i l'absorció d'altres en grups veïns. Els Nuu-chah-nulth tenen relacions amb els Kwakwaka'wakw, els Haisla i els Ditidaht. La llengua nuu-chah-nulth forma part del grup de llengües wakash.
El 1999, el descobriment del cos de Kwäday Dän Ts'ìnchi va proporcionar als arqueòlegs informació important sobre la vida tribal indígena abans d'un contacte ampli amb Europa. Kwäday Dän Ts'ìnchi (que significa «Persona de temps enrere trobat al sud de Tutchone») o home de gel canadenc, és un cos momificat naturalment trobat al Parc Provincial de Tatshenshini-Alsek (a la Colúmbia Britànica), per un grup de caçadors. La datació amb radiocarboni dels artefactes trobats amb el cos situa l'edat de la troballa entre el 1450 i el 1700. Les proves genètiques han demostrat que era membre de les Primeres Nacions Champagne i Aishihik. Els clans locals estan considerant un potlatch commemoratiu per honorar Kwäday Dän Ts'ìnchi.

### Contacte europeu

Àrees lingüístiques dels pobles indígenes nord-americans en el moment del contacte europeu

Els aborígens del Canadà van interactuar amb els europeus des de l'any 1000, però el contacte prolongat va arribar només després que els europeus establissin assentaments permanents als segles xvii i xviii. Els relats escrits europeus van assenyalar l'amabilitat per part de les Primeres Nacions, que es van beneficiar del comerç amb els europeus. Aquest comerç va enfortir les entitats polítiques més organitzades com la Confederació Iroquesa. Es calcula que la població aborigen era d'entre 200.000 i dos milions a finals del segle xv. L'efecte de la colonització europea va ser una disminució del 40 al 80% de la població aborigen després del contacte. Això s'atribueix a diversos factors, com ara brots repetits de malalties infeccioses europees com la grip, el xarampió i la verola (a les quals no havien desenvolupat immunitat), els conflictes internacionals pel comerç de pells, els conflictes amb les autoritats colonials i els colons i la pèrdua de terres, i una pèrdua posterior de l'autosuficiència nacional. Per exemple, a finals de la dècada del 1630, la verola va matar més de la meitat dels Hurons, que controlaven la major part del primer comerç de pells al que esdevingué Canadà. Reduïts a menys de 10.000 persones, els Huron Wendat van ser atacats pels Iroquesos, els seus enemics tradicionals. Als Marítims, el Beothuk va desaparèixer completament.
Hi ha notícies de contactes fets abans de Cristòfor Colom entre els primers pobles i els d'altres continents.
Fins i tot en temps de Colom es va especular molt que altres europeus havien fet el viatge en temps antics o contemporanis; Gonzalo Fernández de Oviedo y Valdés en registra en el seu General y natural historia de las Indias de 1526, que inclou informació biogràfica sobre Colom.
El període de primer contacte dels aborígens no està ben definit. Els primers relats de contacte es van produir a finals del segle x, entre els Beothuk i els nòrdics. Segons les Sagues dels islandesos, el primer europeu que va veure el que ara és el Canadà va ser Bjarni Herjólfsson, que es va desviar de la ruta d'Islàndia a Groenlàndia l'estiu de 985 o 986.
Els primers exploradors i colons europeus del que ara és el Canadà confiaven en els pobles de les Primeres Nacions per a la subsistència dels recursos i el comerç. Els primers relats escrits d'interacció mostren un biaix predominantment del Vell Món, etiquetant els pobles indígenes com a «salvatges», encara que els pobles indígenes eren organitzats i autosuficients. En els primers dies de contacte, les Primeres Nacions i les poblacions Inuit van acollir els europeus, ajudant-los a viure de la terra i unir forces amb francesos i britànics en les seves diferents batalles. No va ser fins que les forces colonials i imperials de Gran Bretanya i França van establir assentaments dominants i, ja no necessitant l'ajuda dels pobles de les Primeres Nacions, van començar a trencar tractats i obligar-los a abandonar la terra, fent créixer l'antagonisme entre els dos grups.

### Seglesxvi-xviii

Reclamacions de nacions no-natives americanes sobre Amèrica del Nord, 1750-2008

La Corona portuguesa afirmava que tenia drets territorials a la zona visitada per Cabot. El 1493 el Papa Alexandre VI, assumint la jurisdicció internacional, havia dividit les terres descobertes a Amèrica entre Espanya i Portugal. L'any següent, en el Tractat de Tordesillas, aquests dos regnes van decidir traçar la línia divisòria nord-sud, 370 llegües (de 1.500 a 2.200 km) aproximadament depenent de la llegua utilitzada) a l'oest de les illes de Cap Verd. El territori a l'oest d'aquesta línia seria espanyola, a l'est portuguesa. Donada la geografia incerta de l'època, això semblava donar la «nova illa fundada» a Portugal. Al mapa de Cantino de 1502, Terranova apareix al costat portuguès de la línia (com el Brasil). Una expedició va capturar uns 60 aborígens com a esclaus que es deia que «s'assemblen als gitanos pel que fa a color, trets, estatura i aspecte; estan vestits amb pells de diversos animals... Són molt tímids i amables, però ben formats en braços i cames i espatlles més enllà de tota descripció...». Alguns captius, enviats per Gaspar Corte-Real, van arribar a Portugal. Els altres es van ofegar, amb Gaspar, en el viatge de tornada. El germà de Gaspar, Miguel Corte-Real, el va anar a buscar l'any 1502, però tampoc no va tornar.
El 1604, el rei Enric IV de França va concedir a Pierre Dugua, Sieur de Mons, el monopoli del comerç de pells.
Dugua va dirigir la seva primera expedició de colonització a una illa situada prop de la desembocadura del riu St. Croix. Samuel de Champlain, el seu geògraf, va dur a terme ràpidament una important exploració de la costa nord-est del que ara són els Estats Units d'Amèrica. Sota Samuel de Champlain, l'assentament de Saint Croix es va traslladar a Port Royal (l'actual Annapolis Royal, Nova Escòcia), un nou lloc a través de la badia de Fundy, a la riba de la conca del riu Annapolis, una entrada a l'oest de Nova Escòcia. L'Acàdia es va convertir en la colònia més reeixida de França fins aleshores.
La cancel·lació del monopoli de pells de Dugua el 1607 va acabar amb l'assentament de Port Royal. Champlain va convèncer les Primeres Nacions perquè li permetessin establir-se al llarg del riu Sant Llorenç, on el 1608 fundaria la primera colònia permanent de França al Canadà a la ciutat de Quebec. La colònia d'Acàdia va créixer lentament, arribant a una població d'uns 5.000 habitants el 1713. Nova França tenia comunitats costaneres de pesca de bacallà, i les economies agrícoles donaven suport a les comunitats al llarg del riu Sant Llorenç. Els voyageurs (viatgers francesos) van viatjar profundament a l'interior (del que avui és Quebec, Ontario i Manitoba, així com el que ara és el mig oest americà i la vall del Mississipí), negociant amb les Primeres Nacions a mesura que anaven: armes, pólvora, draps, ganivets, i teteres per a pells de castor.
El comerç de pells va mantenir viu l'interès per les colònies d'ultramar de França, però només va encoratjar una petita població colonial, ja que es necessitava una mà d'obra mínima. El comerç també va desincentivar el desenvolupament de l'agricultura, la base més segura d'una colònia al Nou Món.

#### Els Métis
Els métis (del francès métis, «mestís») són descendents d'unions entre cree, ojibwe, algonquins, saulteaux, menominee i altres primeres nacions dels segles XVII, XVIII i XIX i europeus, principalment francesos.
Històricament, els métis eren fills de comerciants de pells francesos i de dones Nehiyaw o, d'unions de comerciants anglesos o escocesos i de dones Dene del nord (anglo-métis). Els Métis parlaven o encara parlen el francès métis o una llengua mixta anomenada michif. Michif, mechif o métchif és una grafia fonètica de la pronunciació métis de «métif», una variant de «métis». Els Métis a 2013 parlen predominantment anglès, amb el francès com una segona llengua forta, així com nombroses llengües aborígens. El francès métis es conserva millor al Canadà, el michif als Estats Units d'Amèrica, sobretot a la reserva índia de Turtle Mountain de Dakota del Nord, on el michif és la llengua oficial dels Métis que resideixen en aquesta reserva de Chippewa. L'encoratjament i l'ús del francès métis i del michif està creixent a causa de la difusió dins dels cinc Consells Provincials dels Métis després d'almenys una generació de forta caiguda. Els Afers Indis i del Nord del Canadà defineixen els Métis com aquelles persones d'ascendència mixta d'aborígens de Primeres Nacions i europeus.

#### Guerres colonials

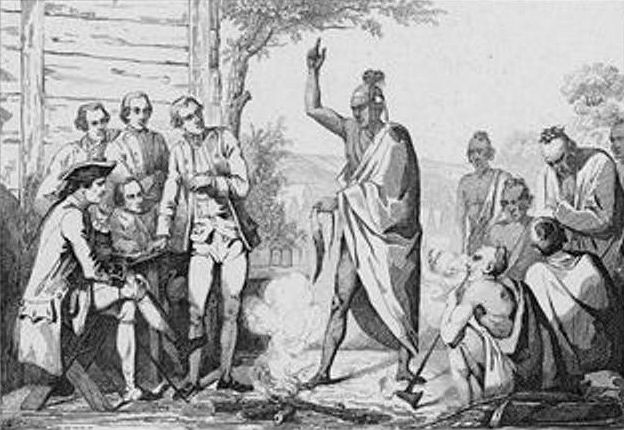
Conferència entre els líders francesos i de les Primeres Nacions a càrrec d'Émile Louis Vernier

Aliades amb els francesos, les Primeres Nacions de la Confederació Wabanaki d'Acàdia van lluitar sis guerres colonials contra els britànics i els seus aliats natius (vegeu les Guerres franco-índies, la guerra del pare Rale i la guerra del pare Le Loutre). A la segona, la guerra de la reina Anna, els britànics van conquerir l'Acàdia (1710). La sisena i última guerra colonial entre les nacions de França i la Gran Bretanya (1754–1763), va provocar que els francesos renunciaren a les seves reclamacions i els britànics van reclamar les terres del Canadà.
En aquesta guerra final, l'aliança franco-índia va reunir nord-americans, Primeres Nacions i francesos, centrada en els Grans Llacs i el territori d'Illinois. L'aliança va implicar colons francesos d'una banda, i de l'altra, els Abenaki, Odawa, Menominee, Ho-Chunk (Winnebago), Mississaugas, Illiniwek, Huron-Petun, Potawatomi, etc. Va permetre formar els francesos i els indis un refugi a la vall mitjana d'Ohio abans que esclatés el conflicte obert entre les potències europees.
En la Reial Proclamació de 1763, els britànics van reconèixer els drets dels tractats de les poblacions indígenes i van decidir assentar només aquelles zones comprades legalment als pobles indígenes. Els britànics van fer tractats i compres de terres en diversos casos, però les terres de diverses nacions indígenes van romandre sense cedir o sense resoldre.

#### Esclavitud
Les Primeres Nacions capturaven habitualment esclaus de les tribus veïnes. Les fonts informen que les condicions en què vivien els esclaus de les Primeres Nacions podrien ser brutals, amb la tribu Makah practicant la mort per inanició com a càstig i les tribus de la costa del Pacífic realitzant habitualment assassinats rituals d'esclaus com a part de les cerimònies socials a mitjan XIX. Les tribus propietàries d'esclaus de les societats de pescadors, com els Yurok i els Haida, van viure al llarg de la costa des del que ara és Alaska fins a Califòrnia.
Uns ferotges guerrers comerciants d'esclaus indígenes de la costa nord-oest del Pacífic van assaltar fins al sud fins a Califòrnia. L'esclavitud era hereditària, els esclaus i els seus descendents eren considerats presoners de guerra. Algunes tribus de la Colúmbia Britànica van continuar segregant i ostracitzant els descendents dels esclaus fins a la dècada del 1970. Entre les tribus del nord-oest del Pacífic, aproximadament una quarta part de la població eren esclaus.
Els ciutadans de Nova França van rebre esclaus com a regals dels seus aliats entre els pobles de les Primeres Nacions. Els esclaus eren presoners fets en incursions contra els pobles de la nació Fox, una tribu que era una antiga rival dels Miamis i els seus aliats Algonquins.
Els esclaus nadius (o «pani», una corrupció de Pawnee) eren molt més fàcils d'obtenir i, per tant, més nombrosos que els esclaus africans a Nova França, però eren menys valorats. L'esclau nadiu mitjà moria a divuit anys, i l'esclau africà mitjà als 25 (l'europeu mitjà podria esperar viure fins als 35 anys). L'any 1790, el moviment d'abolició estava guanyant terreny al Canadà i la mala intenció de l'esclavitud va quedar evidenciada per un incident en què una dona esclava va ser maltractada violentament pel seu propietari d'esclaus en camí de ser venuda als Estats Units d'Amèrica.
La Llei contra l'esclavitud de 1793 va legislar l'abolició gradual de l'esclavitud: no es podia importar cap esclau; els esclaus que ja hi havia a la província romandrien esclaus fins a la seva mort, no es podien portar nous esclaus a l'Alt Canadà, i els nens nascuts d'esclaves serien esclaus, però haurien de ser alliberats a vint-i-cinc anys. La llei va romandre en vigor fins al 1833, quan la Llei d'abolició de l'esclavitud del Parlament britànic finalment va abolir l'esclavitud a totes les parts de l'Imperi Britànic.
L'historiador Marcel Trudel ha documentat 4.092 esclaus registrats al llarg de la història canadenca, dels quals 2.692 eren aborígens, propietat dels francesos, i 1.400 negres propietat dels britànics, en conjunt propietat d'uns 1.400 amos. Trudel també va assenyalar que es van celebrar 31 matrimonis entre colons francesos i esclaus aborígens.

#### 1775-1815
Els agents britànics van treballar per convertir les Primeres Nacions en aliats militars dels britànics, proporcionant subministraments, armes i coratge. Durant la Guerra d'Independència dels Estats Units (1775-1783) la majoria de les tribus van donar suport als britànics. El 1779, els estatunidencs van llançar una campanya per cremar els pobles dels iroquesos a l'estat de Nova York. Els refugiats van fugir a Fort Niagara i altres llocs britànics, i es van quedar permanentment al Canadà. Tot i que els britànics van cedir el Vell Nord-oest als Estats Units en el Tractat de París el 1783, van mantenir fortificacions i llocs comercials a la regió fins al 1795. Aleshores els britànics van evacuar el territori americà, però van operar llocs comercials al territori britànic, proporcionant armes i coratge a tribus que es resistien a l'expansió estatunidenca a zones com Ohio, Indiana, Michigan, Illinois i Wisconsin. Oficialment, els agents britànics van desanimar qualsevol activitat bèl·lica o incursions als assentaments estatunidencs, però els estatunidencs es van enfadar cada cop més, i això es va convertir en una de les causes de la guerra de 1812.

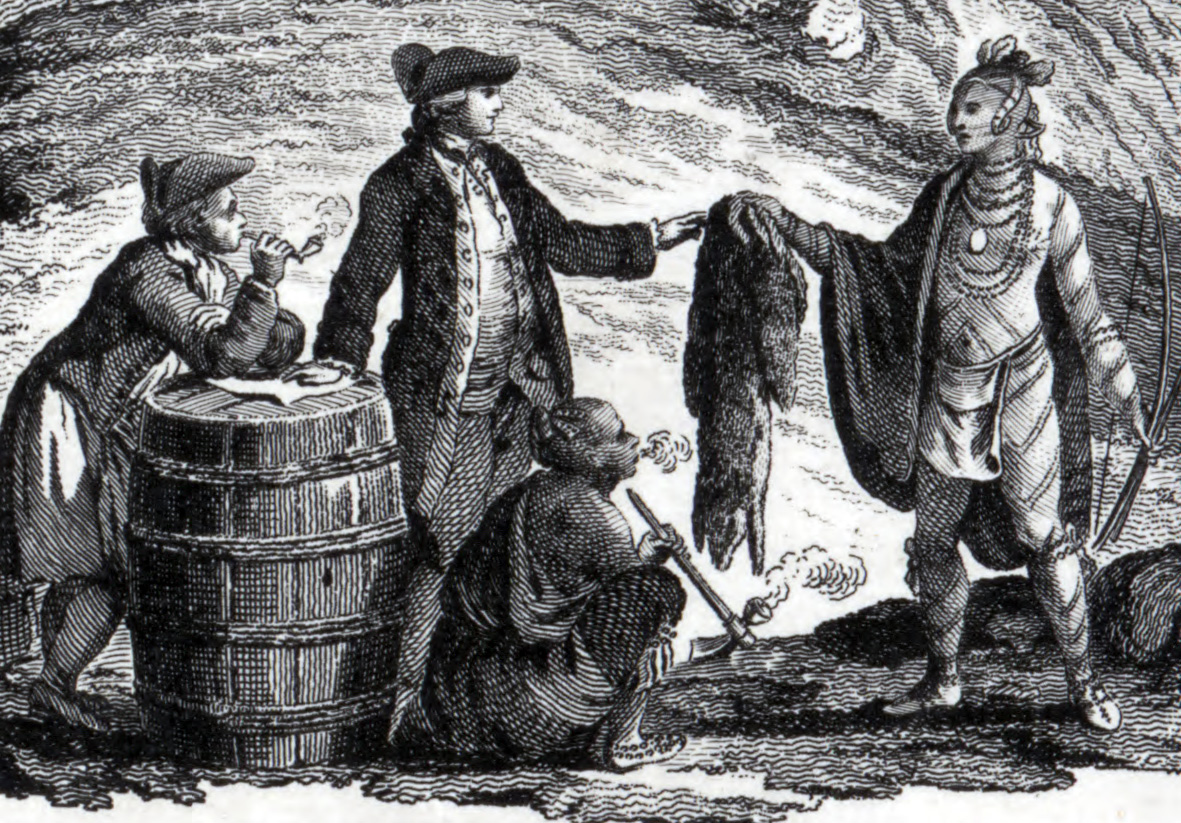
Comerciants de pells al Canadà, comerciant amb les Primeres Nacions, 1777
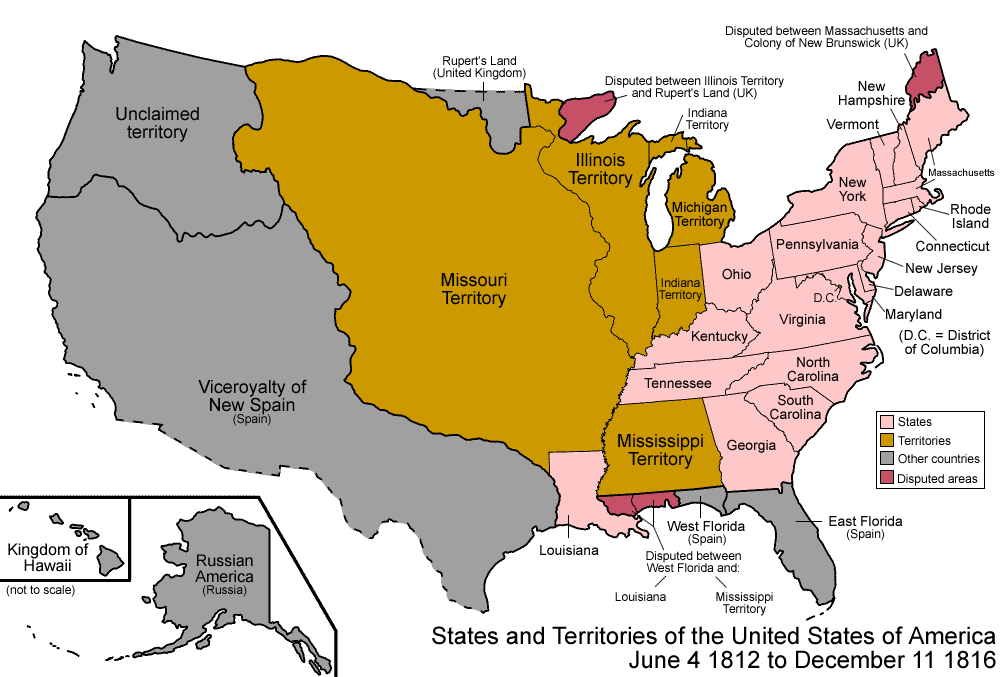
Mapa dels estats i territoris dels Estats Units d¡Amèrica tal com era des de juny de 1812 fins a 1816

A la guerra, la gran majoria de les Primeres Nacions van donar suport als britànics, i molts van lluitar sota lideratge de Tecumseh.
Però Tecumseh va morir en batalla el 1813 i la coalició índia es va enfonsar. Els britànics havien desitjat durant molt de temps crear un estat indi neutral al Vell Nord-oest americà, i van fer aquesta demanda fins al 1814 a les negociacions de pau a Gant. Els nord-americans van rebutjar la idea, els britànics la van abandonar i els aliats indis britànics van perdre el suport britànic. A més, els indis ja no van poder recollir pells en territori americà. Abandonats pel seu poderós patrocinador, els nadius de la zona dels Grans Llacs es van assimilar finalment a la societat nord-americana, van emigrar a l'oest o al Canadà, o van ser traslladats a les reserves de Michigan i Wisconsin. Els historiadors han acordat per unanimitat que els indis van ser els principals perdedors de la guerra de 1812.

### Seglexix

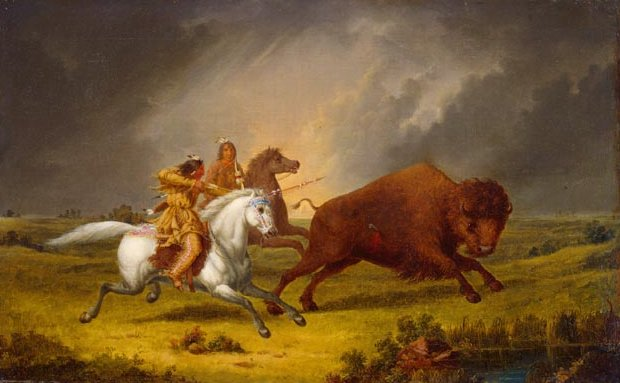
Assiniboines caçant búfals, c. 1851

Les condicions de vida dels indígenes a les regions de les praderies es van deteriorar ràpidament. Entre 1875 i 1885, colons i caçadors d'ascendència europea van contribuir a caçar el bisó americà gairebé fins a l'extinció; la construcció del Canadian Pacific Railway va portar a l'oest un gran nombre de colons europeus que van envair el territori indígena. Els canadencs europeus van establir governs, forces policials i tribunals amb diferents fonaments de les pràctiques indígenes. Diverses epidèmies van continuar devastant les comunitats indígenes. Tots aquests factors van tenir un efecte profund sobre els indígenes, especialment els de les planes que havien depès molt dels bisons per a menjar i vestir. La majoria de les Primeres Nacions que van acceptar tractats, havien negociat una garantia d'aliments i ajuda per començar a cultivar. De la mateixa manera que el bisó va desaparèixer (l'última caça canadenca va ser el 1879), el tinent-governador Edgar Dewdney va retallar les racions als indígenes per intentar reduir els costos del govern. Entre 1880 i 1885, aproximadament 3.000 indígenes van morir de fam al Territori del Nord-oest/Territoris del Nord-oest.

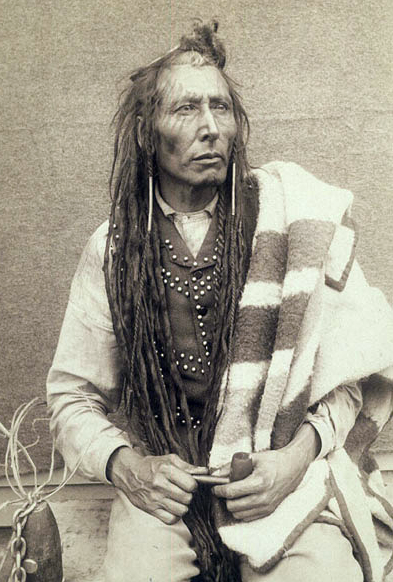
Pîhtokahanapiwiyin (Poundmaker)

Ofesos pels conceptes dels tractats, els caps cree els van resistir. Big Bear es va negar a signar el Tractat 6 fins que la fam entre la seva gent li va forçar a actuar el 1882. Els seus intents d'unir les nacions indígenes van progressar. El 1884 els métis (inclosos els anglo-métis) van demanar a Louis Riel que tornés dels Estats Units d'Amèrica, on havia fugit després de la rebel·lió del riu Red, per apel·lar al govern en nom seu. El govern va donar una resposta vaga. El març de 1885, Riel, Gabriel Dumont, Honoré Jackson (també conegut com a Will Jackson), Crowfoot (cap de la Primera Nació blackfoot) i el cap Poundmaker, que després de les negociacions de 1876 del Tractat 6 es van separar per formar la seva banda. Junts, van establir el Govern Provisional de Saskatchewan, creient que podrien influir en el govern federal de la mateixa manera que ho van fer el 1869. La rebel·lió del Nord-oest de 1885 va ser un breu i infructuós aixecament dels Métis del districte de Saskatchewan sota la direcció de Louis Riel contra el Domini del Canadà, que creien que no havia pogut abordar les seves preocupacions per la supervivència del seu poble.
El 1884, 2.000 cree de les reserves es van reunir prop de Battleford per organitzar-se en una gran resistència cohesionada. Desanimats per la manca de resposta del govern, però animats pels esforços dels métis en la rebel·lió armada, Wandering Spirit i altres joves militants Cree van atacar el petit poble de Frog Lake, matant Thomas Quinn, l'odiat Agent Indi i vuit més. Tot i que Big Bear es va oposar activament als atacs, va ser acusat i jutjat per traïció i condemnat a tres anys de presó. Després de la rebel·lió del riu Red de 1869-1870, els Métis es van traslladar de Manitoba (al districte de Saskatchewan), on van fundar un assentament a Batoche, al riu Saskatchewan Sud.
A Manitoba van començar a arribar colons d'Ontario. Van pressionar perquè s'assignessin terres al sistema de concessions quadrades del Canadà anglès, en lloc del sistema senyorial de franges que arribaven des d'un riu que els Métis estaven familiaritzats en la seva cultura francocanadenca. Els búfals eren caçats fins a l'extinció per la Companyia de la Badia de Hudson i altres caçadors, ja que durant generacions els Métis havien depès d'ells com a font principal d'aliment.

#### Colonització i assimilació
La història de la colonització és complexa, variada segons l'època i el lloc. França i Gran Bretanya van ser les principals potències colonials implicades, tot i que els Estats Units d'Amèrica també van començar a estendre el seu territori a costa dels indígenes també.
Des de finals del segle XVIII els canadencs europeus van animar les Primeres Nacions a assimilar-se a la cultura basada en Europa, anomenada «cultura canadenca». La hipòtesi era que aquesta era la cultura «correcta» perquè els canadencs d'ascendència europea es consideraven dominants i superiors tecnològicament, políticament i culturalment.
Hi va haver resistència contra aquesta assimilació i moltes empreses van negar les pràctiques europees. El Tecumseh Wigwam de Toronto, per exemple, no es va adherir a l'observança del dia del Senyor molt practicada, el que el va convertir en un focus popular, especialment els diumenges. Aquests intents van arribar al punt culminant a finals del segle xix i principis del xx.
Fundat al segle xix, el sistema d'escoles residencials índies canadenques tenia la intenció de forçar l'assimilació dels aborígens i de les Primeres Nacions a la societat europeu-canadenca. El propòsit de les escoles, que separaven els nens de les seves famílies, ha estat descrit pels comentaristes com «matar l'indi durant la seva infància».

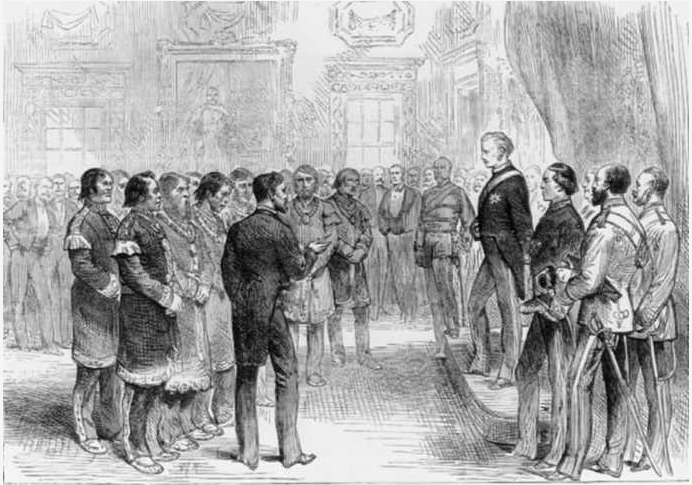
El Gran Cap Mi'kmaq Jacques-Pierre Peminuit Paul (tercer des de l'esquerra amb barba) es reuneix amb el Governador General del Canadà, el Marquès de Lorne, a la Cambra Roja de la Casa Provincial, Halifax ( Nova Escòcia), 1879
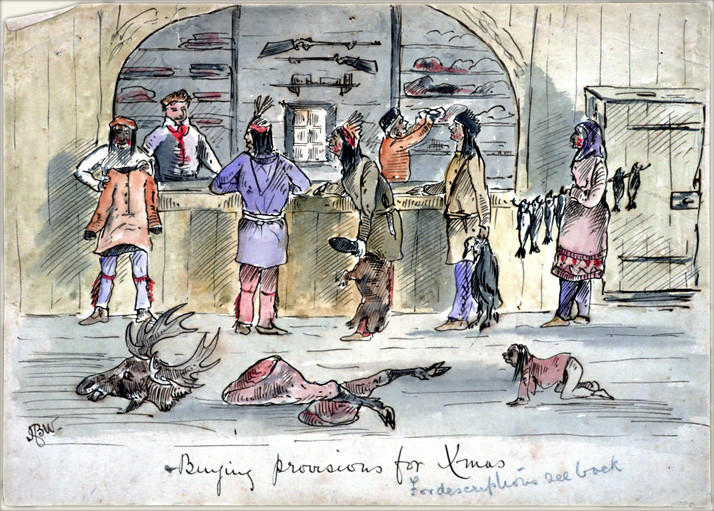
Compra de provisions.Territori de la badia d'Hudson, dècada del 1870

Finançades en virtut de la Llei Índia per Indian and Northern Affairs Canada, una branca del govern federal, les escoles eren dirigides per esglésies de diverses denominacions: un 60% per catòlics romans i un 30% per l'Església Anglicana del Canadà i l'Església Unida del Canadà, juntament amb els seus predecessors anteriors a 1925, les esglésies presbiterianes, congregacionalistes i metodistes.
L'intent de forçar l'assimilació va implicar castigar els nens per parlar la seva pròpia llengua o practicar les seves pròpies religions, la qual cosa va donar lloc a denúncies al segle xx de genocidi cultural i etnocidi. Hi va haver abusos físics i sexuals generalitzats. L'amuntegament, el sanejament deficient i la manca d'atenció mèdica van provocar altes taxes de tuberculosi i taxes de mortalitat de fins al 69%.
Els detalls dels maltractaments als estudiants s'havien publicat nombroses vegades al llarg del segle xx, però després del tancament de les escoles a la dècada del 1960, el treball d'activistes i historiadors indígenes va provocar un canvi en la percepció pública del sistema de centres residencials, així com disculpes oficials del govern i un acord legal (controvertit).
La colonització va tenir un impacte significatiu en la dieta i la salut de les Primeres Nacions. Segons la historiadora Mary-Ellen Kelm, «les assignacions de reserves inadequades, les restriccions a la pesca d'aliments, la caça excessiva i la captura excessiva» van alienar les Primeres Nacions de la seva forma de vida tradicional, cosa que va soscavar la seva salut física, mental, emocional i espiritual.

### Primera meitat del segle XX

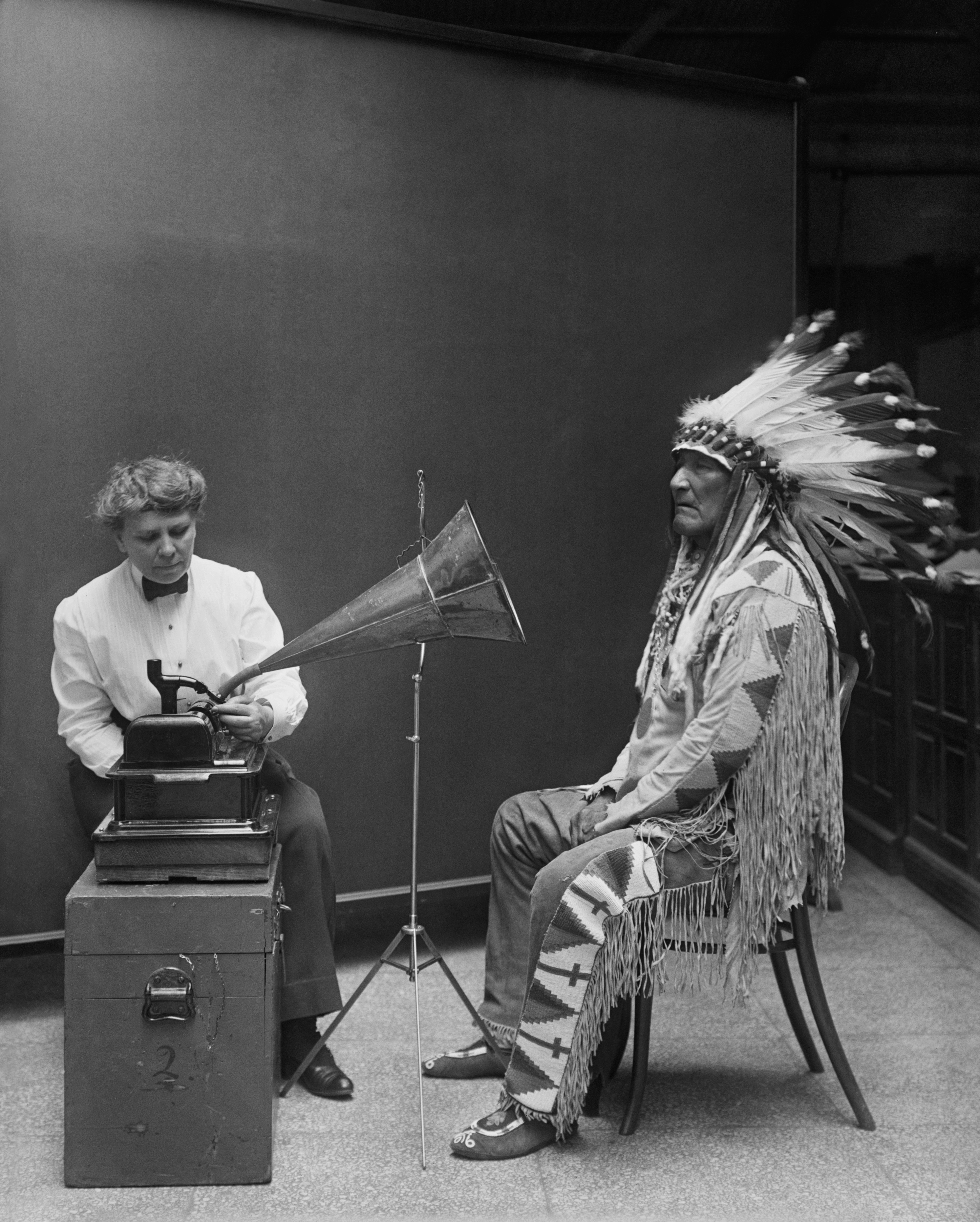
L'etnomusicòloga Frances Densmore enregistra el cap blackfoot Mountain Chief (1916)

A mesura que les idees canadenques de progrés van evolucionar a principis del segle xx, la política federal índia es va dirigir a treure els indígenes de les seves terres comunals i a fomentar l'assimilació. Les esmenes a la Llei Índia de 1905 i 1911 van facilitar al govern l'expropiació de terres de les reserves de les Primeres Nacions. El govern va vendre gairebé la meitat de la reserva Blackfoot a Alberta als colons.
Quan la Nació Kainai (Sang) es va negar a acceptar la venda de les seves terres el 1916 i el 1917, el Departament d'Afers Indis va reprimir els fons necessaris per a l'agricultura fins que van cedir. A la Colúmbia Britànica, es va crear la Comissió Reial McKenna-McBride el 1912 per resoldre disputes sobre terres de les reserves a la província. Les reivindicacions dels indígenes van ser ignorades i la comissió va assignar noves terres (reserves) menys valuoses per a les Primeres Nacions.
Aquelles nacions que van aconseguir mantenir la propietat de bones terres sovint van cultivar amb èxit. Els indígenes que vivien prop dels rius Cowichan i Fraser, i els de Saskatchewan van aconseguir produir bones collites. Des de 1881, les persones de les Primeres Nacions que vivien a les províncies de la praderia requerien permisos dels Agents Indis per vendre qualsevol dels seus productes. Més tard, el govern va crear un sistema de pas als antics Territoris del Nord-oest que requeria que els indígenes demanessin permís per escrit a un Agent Indi abans d'abandonar les seves reserves durant qualsevol període. Els indígenes desafiaven regularment aquestes lleis, així com les prohibicions de les danses del sol i els potlatchs, en un intent de practicar la seva cultura.

La 1930 Constitution Act (Llei Constitucional de 1930) o les Natural Resources Acts (Lleis de recursos naturals) formaven part d'un canvi que reconeixia els drets indígenes. Va permetre el control provincial de les terres de la Corona i va permetre que les lleis provincials que regulaven el joc s'apliquèssin als indis, però també va assegurar que:
| « | Els indis tindran el dret... de caçar, capturar i pescar per caça i pescar per aliment en totes les estacions de l'any a totes les terres de la Corona desocupades i a qualsevol altra terra a les quals els esmentats indis puguin tenir dret d'accés. | » |

### Primera i Segona Guerra Mundial

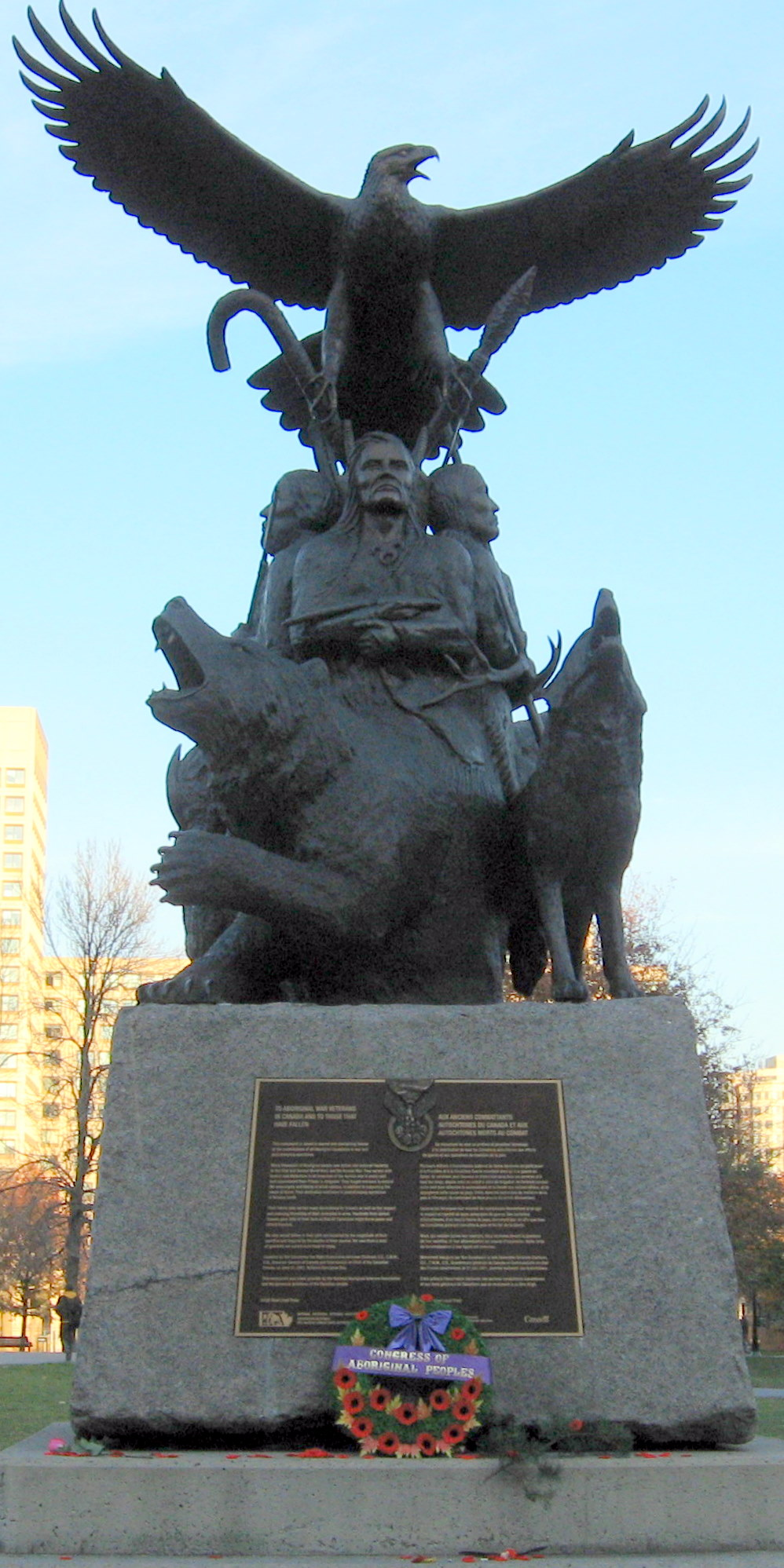
Monument als veterans de guerra aborígens

Més de 6.000 Primeres Nacions, inuits i métis van servir amb les forces britàniques durant la Primera Guerra Mundial i la Segona Guerra Mundial. Una generació de joves nadius va lluitar als camps de batalla d'Europa durant la Gran Guerra i aproximadament 300 d'ells hi van morir. Quan el Canadà va declarar la guerra a Alemanya el 10 de setembre de 1939, la comunitat nativa va respondre ràpidament al voluntariat. Quatre anys més tard, el maig de 1943, el govern va declarar que, com a súbdits britànics, tots els homes indis capaços en edat militar podien ser cridats per a l'entrenament i el servei al Canadà o a l'estranger.

### Segona meitat delxx
Després del final de la Segona Guerra Mundial, les lleis relatives a les Primeres Nacions al Canadà van començar a canviar, encara que lentament. La prohibició federal de les cerimònies de potlatch i de dansa del Sol va acabar l'any 1951. Els governs provincials van començar a acceptar el dret de vot dels indígenes. El juny de 1956, es va modificar la secció 9 de la Citizenship Act (Llei de ciutadania) per atorgar la ciutadania formal als indis i inuits, amb caràcter retroactiu des del gener de 1947.
L'any 1960, els pobles de les Primeres Nacions van rebre el dret de vot a les eleccions federals sense perdre la seva condició d'indi. En comparació, els nadius americans als Estats Units havien estat autoritzats a votar des de la dècada del 1920.

#### Llibre blanc de 1969
En el seu Llibre blanc de 1969, l'aleshores ministre d'Afers Indis, Jean Chrétien, va proposar l'abolició de l'Acta Índia del Canadà, el rebuig de les reclamacions de terres dels aborígens i l'assimilació dels pobles de les Primeres Nacions a la població canadenca amb l'estatus d'«altres minories ètniques» més que com a grup diferent.
Harold Cardinal i els caps indis d'Alberta van respondre amb un document titulat Citizens Plus però conegut comunament com el Llibre vermell. En ell, van explicar l'oposició generalitzada dels indis d'estatus a la proposta de Chrétien. El primer ministre Pierre Trudeau i els liberals van començar a allunyar-se del Llibre blanc de 1969, sobretot després de la decisió del cas Calder el 1973.
Després que el Tribunal Suprem canadenc va reconèixer que els drets indígenes i els drets dels tractats no es van extingir, es va iniciar un procés per resoldre les reclamacions de terres i els drets dels tractats i està en marxa actualment.

#### Política de transferència sanitària
El 1970 es va descobrir una intoxicació greu per mercuri, anomenada malaltia d'Ontàrio-Minamata, entre la gent de la Primera Nació Asubpeeschoseewagong i les Nacions Independents de Wabaseemoong, que vivien a prop de Dryden, Ontario. Hi va haver una gran contaminació per mercuri causada pels efluents d'aigües residuals de Dryden Chemicals Company al sistema del riu Wabigoon-English.
Com que el peix local ja no era segur per menjar, el govern provincial d'Ontario va tancar les pesqueres comercials gestionades per la gent de les Primeres Nacions i els va ordenar que deixessin de menjar peix local. Anteriorment, havia constituït la majoria de la seva dieta.
A més de l'enverinament agut per mercuri al nord-oest d'Ontario, la gent de la Primera Nació d'Aamjiwnaang a prop de Sarnia, Ontario, va experimentar una àmplia gamma d'efectes químics, inclosa una intoxicació greu per mercuri. Van patir taxes de natalitat baixes, una proporció esbiaixada de naixement i gènere i efectes sobre la salut entre la població.
Això va conduir a la legislació i, finalment, a la Política de Transferència de Salut Índia que va proporcionar un marc per a l'assumpció del control dels serveis de salut per part de les persones de les Primeres Nacions, i va establir un enfocament de desenvolupament per a la transferència centrat en el concepte d'autodeterminació en salut.
Mitjançant aquest procés, la decisió d'entrar en converses de transferència amb Health Canada recau en cada comunitat. Un cop involucrades en la transferència, les comunitats poden prendre el control de les responsabilitats del programa de salut a un ritme determinat per les seves circumstàncies individuals i les seves capacitats de gestió de la salut.
La capacitat, l'experiència i les relacions desenvolupades per les Primeres Nacions com a resultat de la transferència de salut van ser un factor que va ajudar a la creació de l'Autoritat de Salut de les Primeres Nacions a la Colúmbia Britànica.

#### Elijah Harper i l'Acord de Meech Lake
El 1981, Elijah Harper, un Cree de Red Sucker Lake, Manitoba, es va convertir en el primer «Tractat Indi» de Manitoba a ser elegit com a membre de l'Assemblea Legislativa de Manitoba. El 1990, Harper va assolir fama nacional sostenint una ploma d'àguila quan es va negar a acceptar l'Acord de Meech Lake, un paquet d'esmenes constitucionals negociat per aconseguir l'acceptació del Quebec de la Llei Constitucional de 1982, però també un que no abordava cap queixa de les Primeres Nacions. L'acord es va negociar el 1987 sense l'aportació dels pobles aborígens del Canadà.
La tercera i última conferència constitucional sobre els pobles aborígens tampoc no va tenir èxit. L'assemblea de Manitoba va haver de consentir per unanimitat una moció que li permetés celebrar una votació sobre l'acord, a causa d'una norma de procediment. Dotze dies abans de la data límit de ratificació de l'acord, Harper va iniciar un filibusterisme que va impedir que l'assemblea ratifiques l'acord. Com que l'Acrod de Meech Lake va fracassar a Manitoba, la proposta d'esmena constitucional va fracassar. Harper també es va oposar a l'Acord de Charlottetown el 1992, tot i que el cap de l'Assemblea de les Primeres Nacions, Ovide Mercredi, el va donar suport.

#### Estatus de la dona i elBill C-31
Segons l'Indian Act (Llei Índia), les dones índies amb estatus que es casaven amb homes que no eren indis amb estatus perdien el seu estatus de tractat i els seus fills no tindrien estatus. No obstant això, en la situació inversa, si un home d'estat indi es casava amb una dona que no era india, l'home mantindria la seva condició i els seus fills també rebrien l'estatus de tractat. A la dècada del 1970, els grups Indian Rights for Indian Women i Native Women's Association of Canada van fer campanya en contra d'aquesta política perquè discriminava a les dones i no va complir les promeses del tractat. Van convèncer amb èxit el govern federal de canviar l'apartat de la llei amb l'adopció del projecte de Llei C-31 el 28 de juny de 1985. Les dones que havien perdut la seva condició i els nens que havien estat exclosos es van poder registrar i obtenir l'estatus oficial d'indi. Malgrat aquests canvis, les dones índies que es casaven amb homes que no eren indis només podien transmetre el seu estatus a una generació: els seus fills obtindrien estatus, però (sense un matrimoni amb un indi amb estatus complet) els seus néts no ho farien. Un home d'estat indi que es casava amb una dona que no era índia conservava l'estatus igual que els seus fills, però la seva dona no obtenia l'estatus, ni tampoc els seus néts.
La Llei C-31 també va donar a les bandes electes el poder de regular qui podia residir a les seves reserves i controlar el desenvolupament de les seves reserves. Va abolir el concepte d'«autorització» pel qual les persones de les Primeres Nacions podien obtenir certs drets renunciant al seu estatus indi.

#### La Comissió Erasmus-Dussault
El 1991, el primer ministre Brian Mulroney va crear la Comissió Reial sobre els Pobles Aborigens presidida per René Dussault i Georges Erasmus. El seu informe de 1996 proposava la creació d'un govern per (i per) les Primeres Nacions que seria responsable dins de la seva pròpia jurisdicció, i amb el qual el govern federal parlaria «de nació a nació». Aquesta proposta oferia una manera molt diferent de fer política que la política tradicional d'assignar qüestions de les Primeres Nacions sota la jurisdicció dels Afers Índis i del Nord, gestionada per un ministre del gabinet federal. L'informe també va recomanar proporcionar als governs de les Primeres Nacions fins a 2.000 milions de dòlars cada any fins al 2010, per tal de reduir la bretxa econòmica entre les Primeres Nacions i la resta de la ciutadania canadenca. Els diners representarien un augment d'almenys un 50% al pressupost d'Afers Indis i del Nord. L'informe va comprometre els líders de les Primeres Nacions a pensar en maneres d'afrontar els problemes difícils als quals s'enfronta la seva gent, perquè les Primeres Nacions poguessin prendre el seu destí per les seves pròpies mans.
El govern federal, llavors encapçalat per Jean Chrétien, va respondre a l'informe un any més tard presentant oficialment les seves disculpes per l'aculturació forçada que el govern federal havia imposat a les Primeres Nacions, i oferint una provisió «inicial» de 350 milions de dòlars.
En l'esperit de la Comissió Eramus-Dussault, des que es va emetre l'informe s'han signat acords tripartits (federals, provincials i de les Primeres Nacions). A finals del segle xx també es van produir diverses crisis polítiques entre diferents governs provincials i diferents bandes de les Primeres Nacions, en particular la crisi d'Oka, la crisi d'Ipperwash, la crisi de l'església cremada i l'enfrontament al llac Gustafsen.

### Principis del seglexxi
L'any 2001, el govern del Quebec, el govern federal i la Nació Cree van signar La Paix des Braves (La pau dels valents, una referència al tractat de pau de 1701 entre els francesos i la Lliga Iroquesa). L'acord va permetre a Hydro-Québec explotar els recursos hidroelèctrics de la província a canvi d'una assignació de 3.500 milions de dòlars al govern de la Nació Cree. Més tard, els Inuits del nord del Quebec (Nunavik) es van unir a l'acord.
El 2005, els líders de les Primeres Nacions, diversos governs provincials i el govern federal van produir un acord anomenat Acord de Kelowna, que hauria produït 5.000 milions de dòlars en 10 anys amb el govern de Paul Martin, però el nou govern federal de Stephen Harper (2006) no va seguir el document de treball.
Les Primeres Nacions, juntament amb els Métis i els inuits, han afirmat rebre un finançament insuficient per a l'educació i al·leguen que s'han passat per alt els seus drets. James Bartleman, tinent governador d'Ontario del 2002 al 2007, va enumerar l'encoratjament dels joves indígenes com una de les seves prioritats clau. Durant el seu mandat, va posar en marxa iniciatives per promoure l'alfabetització i la construcció de ponts. Bartleman va ser la primera persona aborigen a ser tinent governador a Ontario.
El 2006, 76 comunitats de les Primeres Nacions tenien condicions d'assessorament per bullir l'aigua.
A finals de 2005, la crisi de l'aigua potable de la Primera Nació de Kashechewan va rebre l'atenció dels mitjans nacionals quan es va descobrir E. coli al seu sistema de subministrament d'aigua, després de dos anys de viure sota un avís de bullir l'aigua. L'aigua potable va ser subministrada per una nova depuradora construïda el març de 1998. La causa de l'aigua contaminada va ser un injector de clor endollat que no va ser descobert pels operadors locals, que no estaven qualificats per fer funcionar la depuradora. Quan els funcionaris van arribar i van solucionar el problema, els nivells de clor se situaven al voltant d'1,7 mg/l, que es van culpar de trastorns de la pell com l'impetigen i la sarna. Una investigació dirigida per Health Canada va revelar que probablement els trastorns de la pell es deuen a viure en la misèria. L'evacuació dels Kashechewan va ser vista en gran manera pels canadencs com un crit d'ajuda per a altres problemes socials i econòmics subjacents als quals s'enfronten els aborígens del Canadà.
El 29 de juny de 2007, grups aborígens canadencs van organitzar protestes a tot el país per posar fi a la pobresa de les Primeres Nacions, batejada com el Dia d'Acció dels Aborigens. Les manifestacions van ser en gran part pacífiques, tot i que els grups van interrompre el transport amb bloquejos o fogueres; un tram de l'autopista 401 es va tancar, així com la línia del Canadian National Railway entre Toronto i Montreal.
El moviment de protesta Idle No More es va originar entre els aborígens del Canadà i els seus partidaris no aborígens al Canadà, i en grau més baix, en l'àmbit internacional. Va consistir en una sèrie d'accions polítiques arreu del món, inspirades en part per la vaga de fam de la cap de la Primera Nació d'Attawapiskat, Theresa Spence, i coordinades a través de les xarxes socials. Com a reacció als suposats abusos dels drets dels tractats indígenes per part del govern federal, el moviment va tenir un problema particular amb el projecte de llei òmnibus Llei C-45.

## Relacions entre la Corona Canadenca i les Primeres Nacions

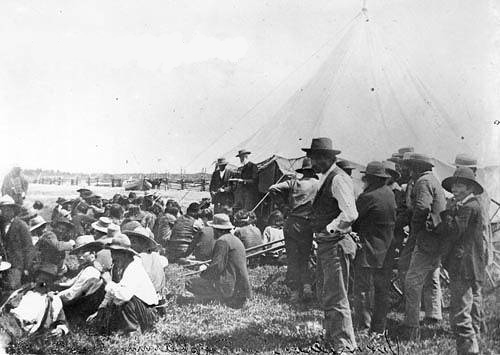
David Laird explicant els termes del Tractat 8. Fort Vermilion, 1899

La relació entre la Corona canadenca i els pobles de les Primeres Nacions, Inuit i Métis es remunta a les primeres interaccions entre els colonialistes europeus i els pobles indígenes nord-americans. Durant segles d'interacció, es van establir tractats i les Primeres Nacions, com els maoris i el Tractat de Waitangi a Nova Zelanda, han arribat a considerar generalment aquests acords entre ells i la Corona del Canadà, i no els governs en constant canvi.
Les associacions existeixen entre els pobles aborígens i el monarca del Canadà regnant; com s'indica a l'acord polític proposat entre les Primeres Nacions i la Corona Federal: «la cooperació serà una pedra angular per a l'associació entre el Canadà i les Primeres Nacions, on el Canadà és la referència abreujada a Sa Majestat la Reina del Dret del Canadà». Aquestes relacions es regeixen pels tractats establerts; la Cort Suprema va declarar que els tractats «van servir per conciliar la sobirania aborigen preexistent amb la sobirania assumida de la Corona, i per definir els drets dels aborígens», i les Primeres Nacions veien aquests acords com a destinats a durar «mentre el sol brilli, l'herba creixi i els rius flueixen».

### Impostos
Tot i que els impostos no es tracten específicament en els termes escrits de cap tractat, les garanties sobre la fiscalitat es van oferir clarament quan es van negociar almenys alguns tractats.
Les diferents exempcions legals d'impostos s'estableixen en virtut de l'Indian Act (Llei Índia), que diu:
| « | 87(1). Sense perjudici de qualsevol altra llei del Parlament o de qualsevol llei de la legislatura d'una província... els béns següents estan exempts d'impostos (a) l'interès d'un indi o d'una banda en terres de reserva o terres cedides; i (b) la propietat personal d'un indi o d'una banda situada en una reserva. 87(2). Cap indi o banda està subjecte a impostos pel que fa a la propietat, l'ocupació, la possessió o l'ús de cap propietat esmentada a l'apartat (1)(a) o (b) ni està subjecte a impostos en relació amb aquesta propietat. | » |

Molts estudiosos creuen que aquestes exempcions serveixen per oprimir els pobles aborígens permetent que els tribunals de mentalitat conservadora transmetin les seves pròpies opinions (de vegades discriminatòries) a la jurisprudència fiscal dels aborígens. Com va escriure un professor:
| « | [Perquè] l'activitat generadora d'ingressos en el «comercial principal» contrasta amb l'activitat generadora d'ingressos que està «íntimament connectada amb» la reserva... [el] Tribunal Fiscal del Canadà implica que la «forma de vida tradicional» dels pobles aborígens no abracen «aspectes econòmics»... més enllà d'una economia de subsistència. [Notes al peu omeses] | » |

### Organització política

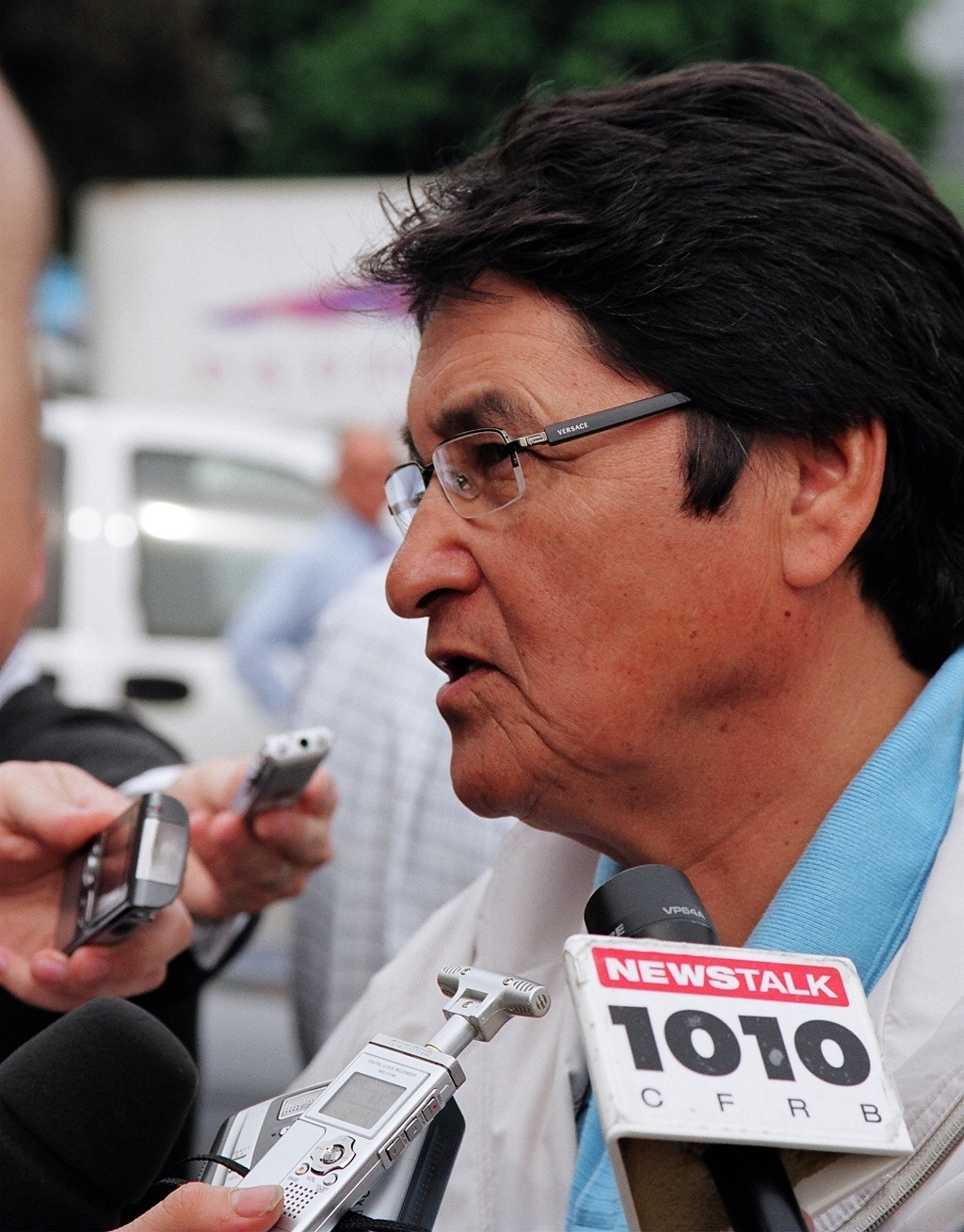
Ovide Mercredi, antic cap nacional de l'Assemblea de Primeres Nacions

L'autogovern ha donat als caps i als seus consells poders que combinen els d'una província, un consell escolar, un consell de salut i un municipi. Els consells també s'autoregulen en gran manera pel que fa als serveis públics, la protecció del medi ambient, els recursos naturals, els codis de construcció, etc. Hi ha la preocupació que aquesta autoritat àmplia, concentrada en un únic consell, pugui ser la causa dels governs disfuncionals que viuen moltes primeres nacions.
L'Assemblea de Primeres Nacions (Assembly of First Nations, AFN) és un organisme de líders de les Primeres Nacions al Canadà. Els objectius de l'organització són protegir els drets, les obligacions dels tractats, les cerimònies i les reclamacions dels ciutadans de les Primeres Nacions al Canadà.
Després dels fracassos de la Lliga dels Indis al Canadà en el període d'entreguerres i de la Germandat dels Indis d'Amèrica del Nord durant les dues dècades posteriors a la Segona Guerra Mundial, els pobles aborígens del Canadà es van organitzar de nou a principis de la dècada del 1960. El Consell Nacional Indi va ser creat el 1961 per representar els pobles indígenes, inclosos els indis de tractats/estatus, les persones sense estatus, els Métis, encara que no els Inuits. Aquesta organització es va ensorrar el 1968, ja que els tres grups no van actuar com un sol, de manera que els grups sense estatus i els Nétis van formar el Consell Nadiu del Canadà i els grups de tractats/estatus van formar la Germandat Nacional Índia (National Indian Brotherhood, NIB), un grup paraigua per a organitzacions provincials i territorials de les Primeres Nacions.

## Cultura
El Dia Nacional dels Pobles Indígenes, abans Dia Nacional dels Aborígens, el 21 de juny, reconeix les cultures i les contribucions dels pobles aborígens del Canadà. Actualment, hi ha més de 600 governs o bandes de noms reconeguts que abasten 1.172.790 persones (2006) repartides pel Canadà amb cultures, idiomes, art i música aborígens distintius.

### Llengües
Avui dia, hi ha més de trenta llengües diferents que parlen els indígenes, la majoria de les quals només es parlen al Canadà. Molts estan en declivi. Els que tenen més parlants inclouen l'anishinaabe i el cree (en total, fins a 150.000 parlants); inuktitut amb uns 29.000 parlants als Territoris del Nord-oest, nunavut, nunavik (nord del Quebec) i nunatsiavut (nord de Labrador); i mi'kmaq, amb uns 8.500 parlants, majoritàriament a l'est del Canadà. Molts pobles aborígens han perdut les seves llengües natives i sovint tots els ancians supervivents parlen anglès o francès com a primera llengua.
Dos dels territoris del Canadà donen estatus oficial a les llengües natives. A Nunavut, l'inuktitut i l'inuinnaqtun són llengües oficials juntament amb l'anglès i el francès, i es declara que l'inuktitut tenen onze llengües diferents: xipewyan, cree, gwich'in, inuinnaqtun, inuktitut, inuvialuktun, North Slavey, South Slave, tłįchǫ, anglès i francès. A més de l'anglès i el francès, aquestes llengües no són vehiculars al govern; l'oficialitat dóna dret als ciutadans a rebre-hi serveis a petició i a tractar-hi amb el govern.

### Art

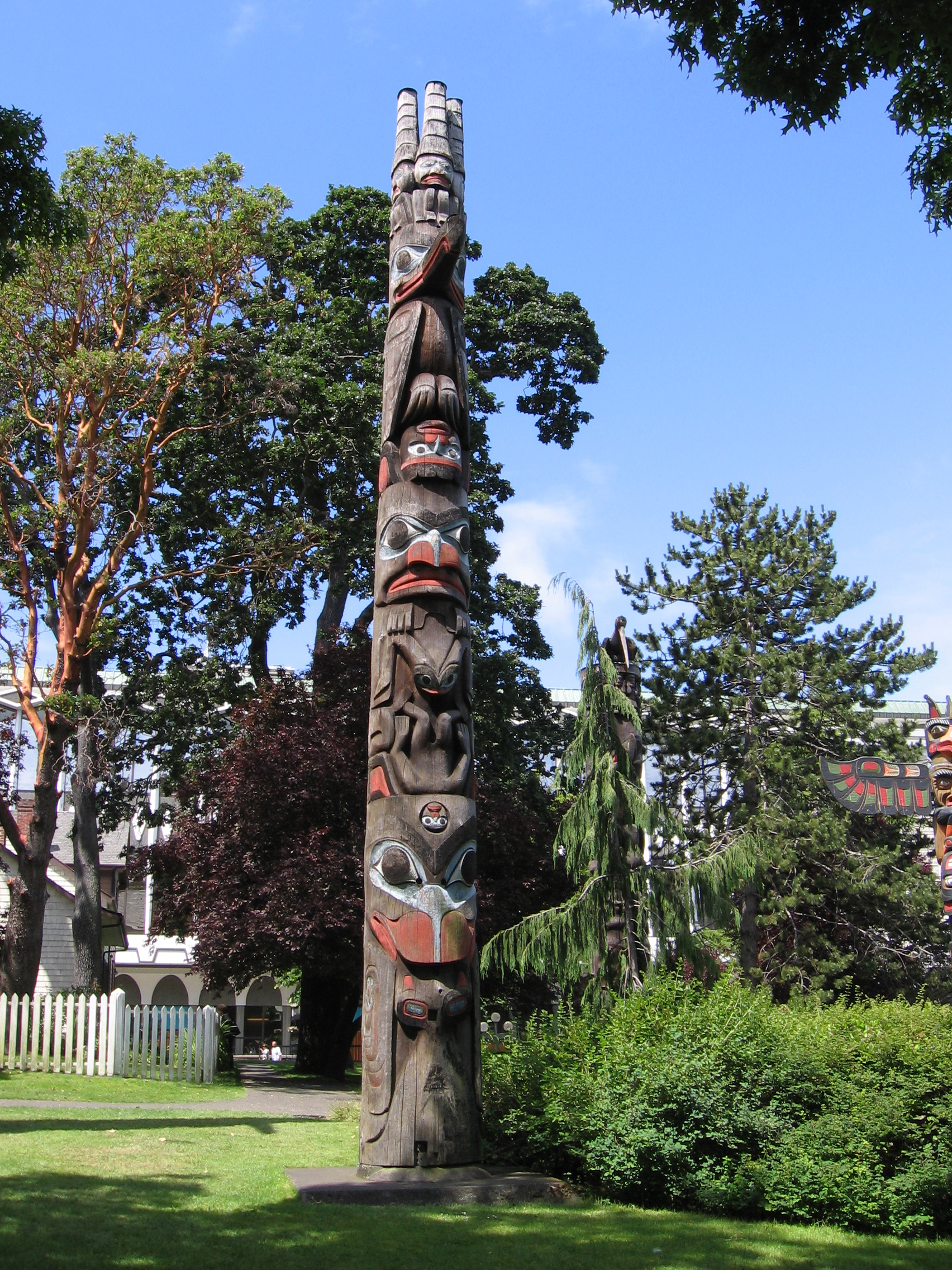
Tòtem Haida. Thunderbird Park, Victòria (Colúmbia Britànica)

Les Primeres Nacions van estar produint art durant milers d'anys abans de l'arribada dels colons europeus i l'establiment eventual del Canadà com a estat nació. Igual que els pobles que els van produir, les tradicions artístiques indígenes s'estenen per territoris d'Amèrica del Nord. Les tradicions d'art indígenes són organitzades pels historiadors de l'art segons grups culturals, lingüístics o regionals: Costa nord-oest, Altiplà, Planes, Boscos orientals, Subàrtic i Àrtic.
Les tradicions artístiques varien enormement entre i dins d'aquests diversos grups. L'art indígena centrat en la portabilitat i el cos es distingeix de les tradicions europees i el seu enfocament en l'arquitectura. L'art visual indígena es pot utilitzar conjuntament amb altres arts. Les màscares i sonalls dels xamans s'utilitzen cerimoniosament en la dansa, la narració de contes i la música.
Les obres d'art conservades a les col·leccions dels museus daten del període posterior al contacte europeu i mostren evidència de l'adopció creativa i l'adaptació de productes comercials europeus com ara les perles de metall i vidre. Durant el segle xix i la primera meitat del xx, el govern canadenc va dur a terme una política activa d'assimilació forçada i cultural cap als pobles indígenes. L'Indian Act va prohibir les manifestacions de la Dansa del Sol, el Potlatch i les obres d'art que les representessin.
No va ser fins a les dècades del 1950 i 1960 que artistes indígenes com Mungo Martin, Bill Reid i Norval Morrisseau van començar a renovar i reinventar públicament les tradicions artístiques indígenes. Actualment, hi ha artistes indígenes que exerceixen en tots els mitjans al Canadà i dos artistes indígenes, Edward Poitras i Rebecca Belmore, han representat el Canadà a la Biennal de Venècia el 1995 i el 2005 respectivament.

### Música

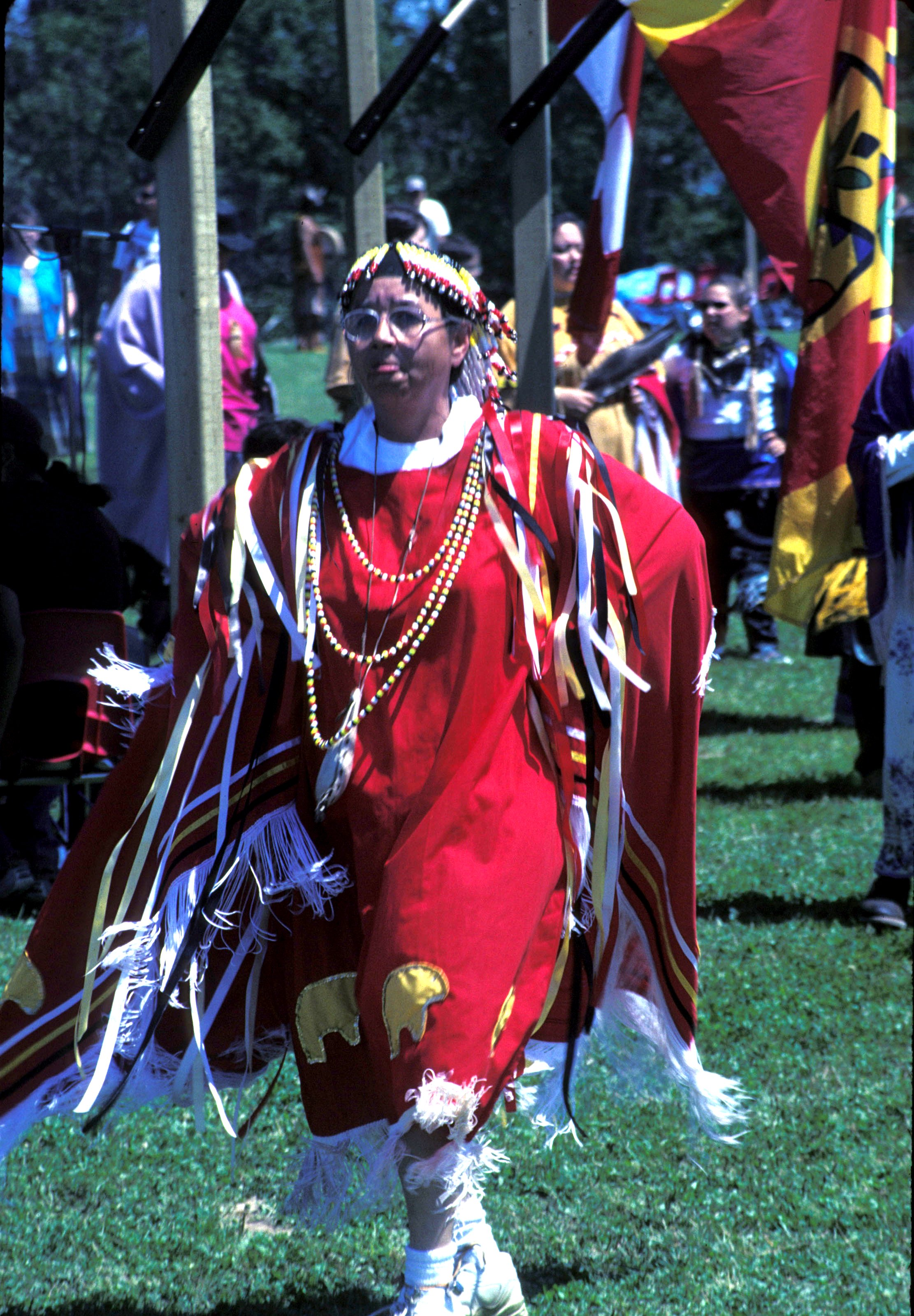
Pow-wow a Eel Ground First Nation

Els pobles de les Primeres Nacions del Canadà comprenen grups ètnics diversos, cadascun amb les seves pròpies tradicions musicals. Hi ha similituds generals en la música, però sol ser social (pública) o cerimonial (privada). La música pública i social pot ser música de ball acompanyada de sonalls i tambors. La música privada i cerimonial inclou cançons vocals amb acompanyament de percussió, que s'utilitzen per marcar ocasions com les cerimònies de Midewiwin i les danses del Sol.
Tradicionalment, els pobles aborígens utilitzaven els materials disponibles per fabricar els seus instruments durant segles abans que els europeus emigressin al Canadà. Els pobles de les Primeres Nacions van convertir carabasses i banyes d'animals en sonalls, que van ser tallats de manera elaborada i pintats amb molt de gust. A les zones boscoses, feien banyes d'escorça de bedoll i baquetes amb cornaments tallats i fusta. Els instruments de percussió tradicionals com els tambors eren generalment fets de fusta tallada i pells d'animals. Aquests instruments musicals proporcionen el fons de les cançons, i les cançons són el fons de les danses. Els pobles tradicionals de les Primeres Nacions consideren que el cant i la dansa són sagrats. Durant anys després que els europeus arribessin al Canadà, els pobles de les Primeres Nacions tenien prohibit practicar les seves cerimònies.

## Demografia
Al segle xx, la població de les Primeres Nacions del Canadà es va multiplicar per deu. Entre 1900 i 1950 la població només va créixer un 29%, però després de la dècada del 1960 el nivell de mortalitat infantil a les reserves va baixar i la població va créixer un 161%. Des de la dècada del 1980, el nombre de nadons de les Primeres Nacions es va més que duplicar i actualment gairebé la meitat de la població de les Primeres Nacions té menys de 25 anys. Com a resultat, s'espera que la població de les Primeres Nacions del Canadà augmenti en les properes dècades.
El 2016, hi havia 1.673.785 aborígens al Canadà, que representaven el 4,9% de la població total. Això va augmentar respecte al 3,8% del 2006.

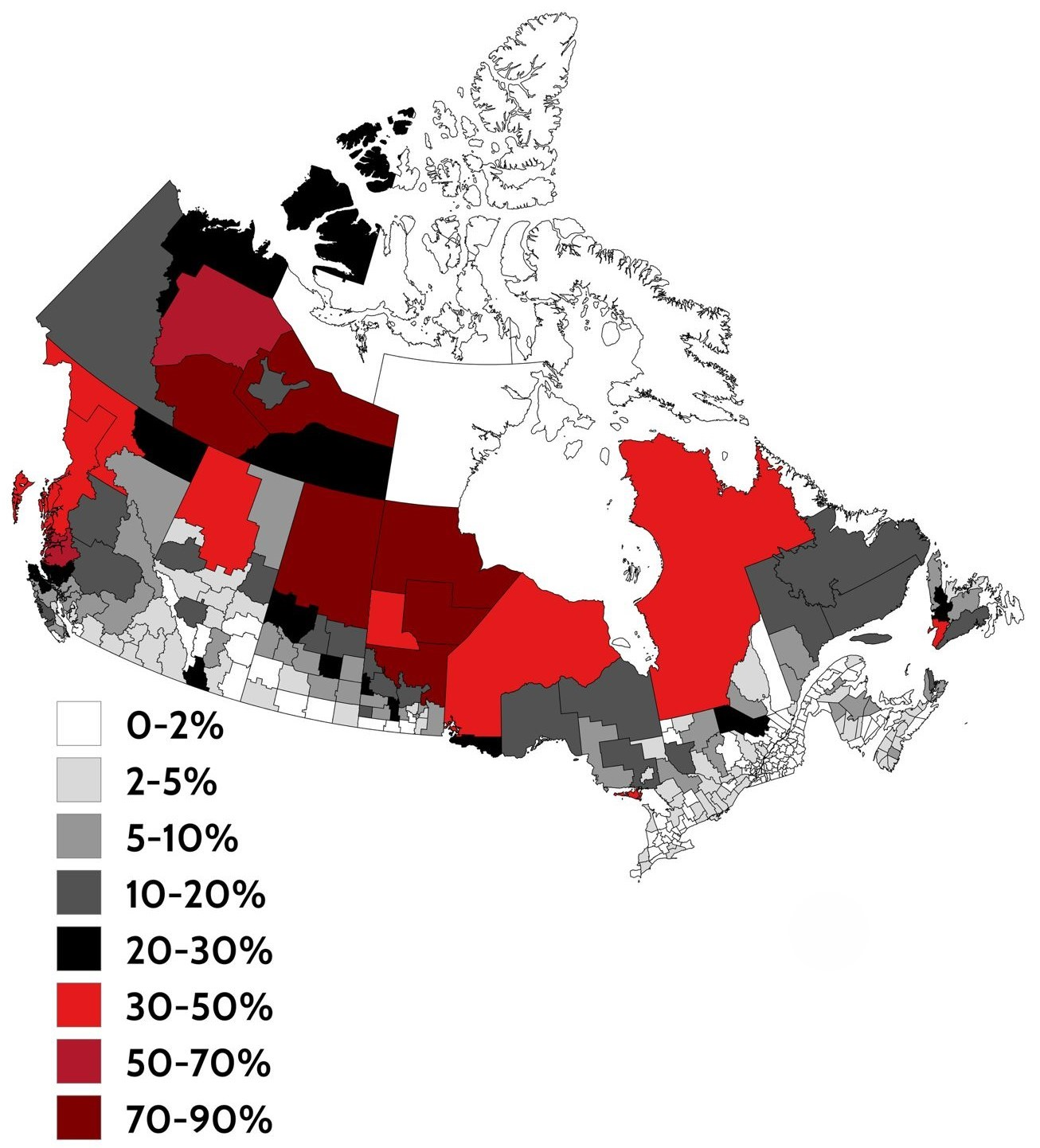
Distribució de la població dels canadencs de les Primeres Nacions al Canadà per percentatge de la població total per divisió censal (cens de 2021)
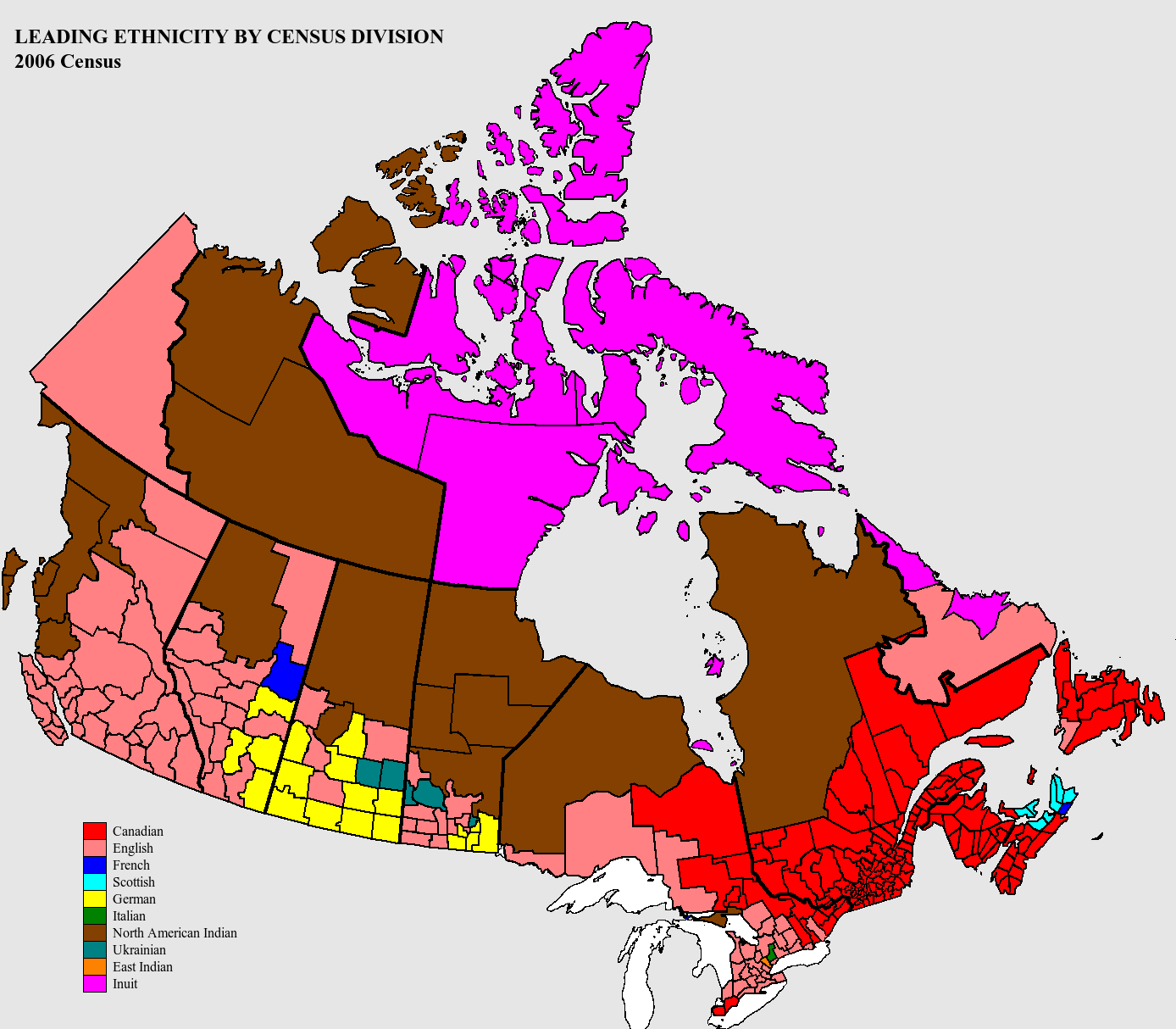
Les persones que s'identifiquen com a avantpassats indis nord-americans són la pluralitat a grans àrees del Canadà (zones de color marró)

Hi ha diferents Primeres Nacions al Canadà, originàries de tot el país. Les reserves índies, establertes en la llei canadenca per tractats com el Tractat 7, són les terres contemporànies molt limitades de les Primeres Nacions reconegudes pels governs no indígenes. Existeixen algunes reserves a les ciutats, com la Reserva Opawikoscikan a Prince Albert, Wendake a la ciutat de Quebec, o Enoch Cree Nation 135 a la Regió Metropolitana d'Edmonton. Hi ha més reserves al Canadà que Primeres Nacions, ja que van ser cedides múltiples reserves a les Primeres Nacions pel tractat.
Les Primeres Nacions es poden agrupar en àrees culturals en funció de la forma de vida o ocupació principal dels seus avantpassats en el moment del contacte europeu. Aquestes àrees de cultura es corresponen estretament amb les regions físiques i ecològiques del Canadà.
Els etnògrafs solen classificar els pobles indígenes d'Amèrica als Estats Units d'Amèrica i el Canadà en deu regions geogràfiques amb trets culturals compartits (anomenades àrees culturals). Les regions canadenques (totalment o en part) són l'Àrtida, el Subàrtic, els boscos del nord-est, les planes i l'altiplà (Vegeu l'article individual sobre cada tribu, societat de banda o Nació nom).
Les comunitats dels pobles indígenes de la costa nord-oest del Pacífic se centraven al voltant de la pesca oceànica i fluvial; a l'interior de la Colúmbia Britànica, la caça i la recol·lecció i la pesca fluvial. En ambdues zones, el salmó era de cabdal importància. Per a la gent de la plana, la caça del bisó era l'activitat principal. Al bosc subàrtic, altres espècies com l'ant eren més importants. Per als pobles propers als Grans Llacs i al riu Sant Llorenç, es va practicar l'agricultura itinerant, inclosa la conreu de blat de moro, fesols i carabassa.
Actualment, els aborígens treballen en diverses ocupacions i viuen fora de les seves llars ancestrals. Les cultures tradicionals dels seus avantpassats, modelades per la natura, encara exerceixen una forta influència en la seva cultura, des de l'espiritualitat fins a les actituds polítiques.

## Temes contemporanis
Els pobles de les Primeres Nacions s'enfronten a una sèrie de problemes en un grau més gran que els canadencs en general, alguns amb condicions de vida comparables a països en desenvolupament com Haití. Els pobles indígenes tenen taxes més altes d'atur, taxes d'empresonament, abús de substàncies, problemes de salut, sensellarisme, síndrome d'alcoholisme fetal, nivells d'educació més baixos i nivells més alts de pobresa.

### Escoles residencials
El sistema d'escoles residencials federals del Canadà va començar a mitjans de la dècada del 1870, basant-se en un mosaic d'internats establerts i gestionats per diverses denominacions cristianes. El membre del Parlament d'Assiniboia West, Nicholas Flood Davin, va elaborar un informe, conegut generalment com l'Informe Davin, que recomanava l'establiment d'un sistema escolar similar al que s'està creant als Estats Units d'Amèrica. Un dels seus principals objectius era treure els nens aborígens de «la influència del wigwam», que segons ell era més forta que la de les escoles diürnes existents, i mantenir-los «constantment dins del cercle de les condicions civilitzades». Tot i que la història del sistema d'Escoles Residencials Índies (Indian Residential School, IRS) és un mosaic, s'han fet moltes crítiques tant al sistema com a aquells que el van establir i el van donar suport. La negligència i la mala alimentació eren sovint el que van experimentar els nens aborígens, especialment en les primeres dècades de funcionament del sistema. L'eliminació de la cultura autòctona tradicional, de vegades anomenada «genocidi cultural», és un altre càrrec que s'aplica a les escoles residencials. A moltes escoles, els estudiants no tenien permís per parlar les seves llengües indígenes ni practicar cap dels seus propis costums i, per tant, van perdre el sentit de la identitat, i inevitablement van generar una falca cultural entre els nens i la seva família.

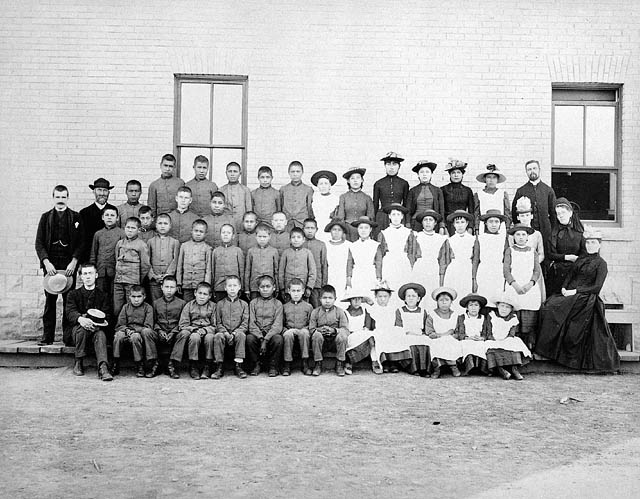
Escola Industrial Índia (IRS) de St. Paul, Manitoba, 1901

El 1920, l'assistència a algun tipus d'escola era obligatòria per als nens aborígens al Canadà. La Llei Índia (Indian Act) va fer que l'educació fos obligatòria, i on no hi havia escoles diürnes federals (o, en dècades posteriors, una escola pública provincial) una escola residencial era l'única opció. Les estadístiques de matrícula indiquen que entre el 20% i el 30% dels nens aborígens durant la història del sistema de l'IRS van assistir a una escola residencial durant almenys un any, i molts van estar matriculats durant deu anys o més. En alguns casos, els nens podien tornar a casa els caps de setmana i els dies festius, però per als que es trobaven a escoles allunyades de comunitats remotes, això no era possible.
L'eliminació dels nens de les seves famílies i comunitats va provocar danys a curt i llarg termini a moltes comunitats natives. Tot i que moltes escoles tenien infermeries i van oferir atenció mèdica en les dècades posteriors, l'abús de diversos tipus i les condicions d'amuntegament en les primeres dècades de la història de l'IRS van provocar una mala salut i fins i tot la mort d'un percentatge dels inscrits. S'ha argumentat que el trauma psicològic i emocional derivat tant de l'abús com de l'eliminació dels nens de les seves famílies i cultura ha donat lloc a l'abús de substàncies, una major violència domèstica, desocupació i un augment de les taxes de suïcidi. En molts casos, els nens que sortien de les escoles residencials es van trobar en una intersecció de cultures, on ja no estaven còmodes dins de les seves pròpies cultures, però no acceptats en la cultura canadenca convencional. Actualment, els antics estudiants són coneguts habitualment com a «supervivents».
No tots els nens aborígens van assistir a les escoles residencials. Durant el període en què van funcionar les escoles, més d'un terç dels nens indígenes van assistir a escoles diürnes federals i aproximadament un terç no va rebre cap educació. No obstant això, és el sistema d'escoles residencials el que rep gran part de la culpa dels diversos problemes i reptes als quals s'enfronten avui els indígenes del Canadà. Durant els anys en què van funcionar les escoles residencials, la majoria dels canadencs les consideraven una solució sensata i beneficiosa per a l'educació nativa i, en alguns casos, les comunitats aborígens van demanar específicament que es construís una escola residencial. Quan el sistema va començar a tancar-se a la dècada del 1960, un nombre important de comunitats va demanar que la seva escola romangués oberta.
L'última escola residencial canadenca que va tancar va ser la Gordon Indian Residential School a Saskatchewan, fundada el 1889 i tancada el 1996.
Les confessions cristianes que gestionaven les escoles en nom del govern federal han expressat lamentacions i s'han disculpat per la seva part en un sistema que va perjudicar molts nens indígenes. El 2008, el govern va emetre una disculpa oficial als estudiants que es van veure obligats a assistir als centres residencials i les seves famílies.
El juny de 2015, la Comissió de Veritat i Reconciliació (Truth and Reconciliation Commission, TRC) establerta a escala federal, encarregada d'investigar i informar sobre el sistema d'escoles residencials, va emetre el seu informe resum, i el desembre del mateix any, el seu informe final. El comissari en cap, el jutge Murray Sinclair, ha declarat públicament que el sistema d'escoles residencials és un acte deliberat de genocidi cultural contra els pobles de les Primeres Nacions. En el seu informe, la comissió va presentar 94 recomanacions al govern canadenc, recomanacions que, si s'aplicaven, millorarien substancialment les relacions entre les races indígenes, augmentarien la qualitat de vida dels supervivents i les famílies extenses, i ajudarien a desfer els danys causats per les escoles residencials. Tot i que el govern liberal, sota el primer ministre Justin Trudeau, s'ha compromès a millorar la vida dels indígenes del Canadà, i específicament a implementar les recomanacions de la TRC, algunes d'aquestes recomanacions poden estar fora del poder del govern canadenc. Els innombrables documents de recerca reunits pel TRC estan arxivats en un dipòsit especial a la Universitat de Manitoba.

### Ocupació
Segons un cens canadenc de 1996, els ingressos de les dones amb estatus que viuen fora de les reserves eren de mitjana 13.870 dòlars anuals. Això suposa uns 5.500 dòlars menys que les dones no indígenes, com les dones inuit i métis, que van registrar ingressos mitjans anuals lleugerament superiors; independentment de la petita discrepància, totes elles substancialment inferiors a la quantitat estimada d'Estadística Canadà que necessitaria una persona que viu en una gran ciutat canadenca per cobrir les seves necessitats. No és improbable que les dones aborígens que viuen en la pobresa no només s'ocupin de les seves pròpies necessitats, sinó que sovint s'ocupin de les necessitats dels seus pares ancians, cuiden els éssers estimats amb problemes de salut, així com la criança dels fills; tot el que sovint se sosté només amb una única renda. Es creu que el sensellarisme i l'habitatge inadequat són problemes generalitzats als quals s'enfronten les famílies aborígens, en tots els entorns.

### Autogovern
Una conclusió primordial de la Comissió Reial sobre els Pobles Aborígens és que els atacs repetits a la cultura i la identitat col·lectiva dels pobles aborígens han donat com a resultat un afebliment dels fonaments de la societat aborigen i ha contribuït a l'alienació que, inevitablement, porta a alguns tenir un comportament autodestructiu i antisocial. Els problemes socials entre els aborígens són, en gran manera, un llegat de la història.

### Crim i empresonament
Els aborígens també tenen més probabilitats de ser víctimes de delictes. Això és especialment cert en la població més jove (entre 15 i 34 anys), on els actes de violència tenen dues vegades i mitja més probabilitats de produir-se que en la població més gran. La violència domèstica i l'abús sexual infantil són més freqüents a la població aborigen, amb l'abús sexual que afecta entre el 25 i el 50% de les nenes aborígens enfront del 20 al 25% de les nenes de la població general. Els nens que provenen de llars amb antecedents de violència corren un risc més gran de convertir-se en autors de violència més endavant. Això és especialment cert per als homes.
El 2007, el 17% dels individus empresonats al Canadà eren d'ascendència aborigen, tot i que només representaven el 2,7% de la població general. Això suposa un augment de sis vegades en les taxes d'empresonament dins de la població aborigen en comparació amb la població general canadenca. Hi ha moltes raons per a la sobrerepresentació dels aborígens dins del sistema de justícia canadenc. La manca d'educació, la pobresa, l'atur i els abusos condueixen a taxes de criminalitat més elevades. A més, estadísticament, els aborígens tenen més possibilitats de condemna i, posteriorment, d'empresonament un cop condemnats. També són molt menys propensos a rebre llibertat condicional durant la seva condemna.

### Salut
El govern federal canadenc és responsable dels serveis socials i sanitaris a la reserva i a les comunitats inuit, mentre que els governs provincials i territorials ofereixen serveis a altres llocs. La divisió entre cada nivell de govern ha provocat una bretxa en els serveis per als aborígens que viuen fora de les reserves i als pobles i ciutats canadenques. Tot i que els aborígens que viuen fora de les reserves tenen accés als programes i serveis dissenyats per a la població en general, aquests programes i serveis no atenen les necessitats específiques dels aborígens, ni s'ofereixen d'una manera culturalment adequada. No ha estat fins fa poc que el govern federal canadenc va haver d'augmentar el reconeixement de les necessitats de programes i serveis per als aborígens en comunitats predominantment no aborígens. No obstant això, el finançament és el que retarda el creixement de les poblacions aborígens urbanes i la prestació descoordinada de serveis a través de diversos departaments governamentals també suposaria una barrera. L'interlocutor federal per als métis i els indis sense estatus va assenyalar que l'any 2003 gairebé el 90% del finançament dels programes dissenyats per als pobles aborígens es gasta a les reserves, mentre que els programes fora de les reserves per als aborígens s'ofereixen a través de només 22 departaments federals, així com altres agències provincials i territorials. El subcomitè federal de benestar infantil indígena va descriure una «xarxa jurisdiccional» en la qual hi ha poca o cap coordinació amb o entre els nivells de govern municipal, provincial i federal.
Els serveis d'atenció mèdica disponibles per als aborígens poques vegades es presten amb un enfocament culturalment sensible. És el repartiment constant de «l'altre» per part de la població canadenca colona el que contamina la prestació d'aquests serveis necessaris als pobles aborígens. El 1992, el ministre de Finances d'Ontario, Jim Flaherty, va argumentar que el govern canadenc podria augmentar el finançament de l'assistència sanitària per a «persones reals a les ciutats reals» reduint la burocràcia que només serveix als pobles aborígens. Es diu que aquest tipus de declaracions, especialment fetes per persones que sovint escolten un públic més gran, tenen efectes perjudicials i influents en les actituds generals de la població de colons, així com dels pobles aborígens.

#### Diabetis
Hi ha diferències notables entre l'epidemiologia de la diabetis en la població de les Primeres Nacions en comparació amb la població general. Les raons de la diferent taxa de diabetis tipus 2 entre les Primeres Nacions i la població general inclouen una combinació complexa de factors ambientals (estil de vida, dieta, pobresa) i genètics i biològics (per exemple, hipòtesi del genotip estalviador, fenotip estalviador), encara que fins a quin punt cada factor juga un paper encara no és clar.
La població aborigen al Canadà (Primeres Nacions, Inuit i Métis) té una taxa de prevalença de diabetis significativament més alta que la població no autòctona. Les taxes estandarditzades per edat mostren que la prevalença de diabetis entre els individus de les Primeres Nacions que viuen a les reserves és del 17,2%; els individus de les Primeres Nacions que viuen fora de les reserves és del 10,3%; individus métis 7,3%; i els pobles no aborígens el 5,0%. És important tenir en compte que els individus aborígens es diagnostiquen generalment a una edat més jove que els individus no aborígens, i les dones aborígens experimenten taxes més altes de diabetis gestacional que les dones no aborígens. Les complicacions i la prevalença de la diabetis s'observen entre la població aborigen amb més freqüència que la població no aborigen. Aquests es poden atribuir als canvis socioculturals, biològics, ambientals i d'estil de vida observats a les poblacions de les Primeres Nacions, Inuit i Métis, que han estat més especialment prevalents durant l'últim mig segle, i que han contribuït significativament a l'augment de les taxes de diabetis i les complicacions associades entre la població aborigen.

#### Trastorns per consum de substàncies
Les Primeres Nacions del Canadà participen en una quantitat desproporcionada d'abús de substàncies. A Vancouver, els indígenes es van enfrontar a gairebé el 18% dels càrrecs de drogues, però només representen el 2,2% de la població de la ciutat. Una proporció molt més alta de persones de les Primeres Nacions consumeix setmanalment en excés d'alcohol (16%) en comparació amb la població general (8%).
El 19% de les Primeres Nacions també va informar del consum de cocaïna i opiacis, més del 13% de la població general canadenca que va informar consumir opioides.

#### Esperança de vida
L'esperança de vida en néixer és significativament menor per als nadons de les Primeres Nacions que per als nadons de la població canadenca en conjunt. A partir de 2001, Indian and Northern Affairs Canada estima que l'esperança de vida de les Primeres Nacions és 8,1 anys més curta per als homes i 5,5 anys més curta per a les dones. Quan les dones de la població general tenien una esperança de vida al néixer de 82 anys, les dones de les Primeres Nacions tenien una esperança de vida de 76 anys. En els homes, l'esperança de vida dels individus de les Primeres Nacions era de 69 anys enfront dels 77 de la població general. Les raons de la baixa esperança de vida dels individus de les Primeres Nacions són variades i complexes; tanmateix, es creu que els determinants socials de la salut tenen un paper important.

#### Suicidi
En general, les persones de les Primeres Nacions tenen algunes de les taxes de suïcidi més altes del món. Les taxes de suïcidi són més del doble de les taxes específiques per sexe i també tres vegades les taxes específiques de l'edat dels canadencs no aborígens. Els aborígens residencials d'entre 10 i 29 anys mostren un risc de suïcidi elevat en comparació amb els aborígens no residencials de 5 a 6 vegades. Una teoria per a l'augment de la incidència de suïcidi entre les poblacions aborígens en comparació amb la població general canadenca s'anomena «estrès d'aculturació» que resulta de la intersecció de múltiples cultures dins de la vida. Això comporta expectatives diferents i xocs culturals dins la comunitat, la família i l'individu. A escala comunitària, s'observa un desavantatge econòmic general, agreujat per l'atur i els baixos nivells d'educació, que condueix a la pobresa, el desempoderament polític i la desorganització de la comunitat. La família pateix una pèrdua de tradició mentre intenten assimilar-se a la cultura canadenca. Aquests condueixen a una baixa autoestima en l'individu, ja que la cultura i la tradició de les Primeres Nacions estan marginades afectant el sentit de la pròpia identitat. Aquests factors es combinen per crear un món on les persones de les Primeres Nacions senten que no poden identificar-se completament com a aborígens, ni poden identificar-se completament com a canadencs convencionals. Quan no es pot trobar aquest equilibri, molts (sobretot els joves) recorren al suïcidi com a sortida.

#### Accés a l'aigua potable
Aproximadament 400 comunitats de les Primeres Nacions del Canadà han tingut i continuen tenint problemes greus amb la qualitat de l'aigua potable. Els residents de la Primera Nació de Neskantaga a Ontario s'han vist obligats a bullir la seva aigua durant els últims 20 anys per fer-la segura. L'aleshores nou primer ministre elegit Justin Trudeau va prometre resoldre el problema de l'aigua potable d'aquí a cinc anys, invertint 1.800 milions de dòlars. L'octubre de 2021, els avisos a llarg termini de bullir l'aigua encara estan presents a 32 sistemes d'aigua potable de les Primeres Nacions.

### Reclamacions territorials
A tot Canadà, moltes Primeres Nacions no han signat tractats amb la Corona canadenca. Moltes Primeres Nacions estan en procés de negociació d'un tractat modern, que els atorgaria drets de tractat. Algunes bandes de les Primeres Nacions també estan tractant de resoldre els seus greuges històrics amb el govern canadenc. Aquestes queixes sovint s'originen per un incompliment de les obligacions del tractat o de la Llei Índia per part del govern del Canadà. També poden implicar una mala gestió de les terres o béns indígenes per part de la Corona.

### Desaparicions i assassinats de dones
A tot Canadà, hi ha hagut un gran nombre de dones aborígens desaparegudes i assassinades des de 1980. El 16% de les dones víctimes d'assassinat i el 12% de les dones desaparegudes han estat aborígens, mentre que demogràficament només constitueixen el 4% de la població total femenina. Això suposa gairebé 1.200 dones aborígens desaparegudes o assassinades en poc més de 30 anys.
El 2014, la Royal Canadian Mounted Police (RCMP) va publicar Missing and Murdered Aboriginal Women: A National Operational Review. Aquesta publicació documenta les troballes oficials d'aquest grup demogràfic i assessora per a canvis futurs. Es constata que encara hi ha 164 dones aborígens desaparegudes i 1.017 assassinades, cosa que suposa un total de 1.181. «Hi ha 225 casos sense resoldre de dones aborígens desaparegudes o assassinades: 105 desaparegudes durant més de 30 dies a partir del 4 de novembre de 2013, la causa de la desaparició es va classificar com a 'desconeguda' o 'sospita de violència' i 120 homicidis no resolts entre 1980 i 2012». Les dones indígenes del Canadà estan sobrerepresentades entre les dones desaparegudes i assassinades al Canadà. A més, hi ha característiques compartides entre aquests casos: la majoria dels assassinats van ser comesos per homes i eren algú que la víctima coneixia, sigui una parella o un conegut. «Les dones aborígens d'entre 25 i 44 anys tenen 5 vegades més probabilitats que altres dones de la mateixa edat de morir a conseqüència de la violència». Aquestes estadístiques mostren la gravetat i la prevalença de la violència contra les dones indígenes al Canadà.
L'autogovern i la preservació dels territoris indígenes es fan cada cop més difícils a mesura que els recursos naturals continuen sent explotats per empreses estrangeres. Projectes com ara «mineria, tala, construcció hidroelèctrica, agronegocis a gran escala orientats a l'exportació o recerca de petroli» solen estar units a la degradació del medi ambient i, ocasionalment, la violència i la militarització. Molts estudiosos arriben a vincular la proliferació del neoliberalisme global amb un augment de la violència. Les preocupacions de les dones són gairebé sempre a un costat, per ser tractades més endavant, per tant, la seva seguretat es veu compromesa i no es considera prioritària d'un estatus socioeconòmic més baix a les zones rurals, aquests inconvenients es veuen magnificats per a les dones aborígens.

### Desaparició i assassinat d'homes
Aproximadament 2.500 aborígens van ser assassinats al Canadà entre 1982 i 2011, d'un total de 15.000 assassinats al Canadà. Dels 2.500 aborígens canadencs assassinats, el 71% (1.750) eren homes.
Segons els resums de set sessions de consulta publicats a un lloc web del govern canadenc, en quatre de les reunions ha sorgit el desig de dedicar una mica d'atenció a la violència contra els homes i els nens indígenes.
Aquestes crides per ampliar l'abast de la investigació per incloure les persones aborígens desaparegudes i assassinades de tots els gèneres s'han trobat amb resistència i s'han criticat perquè desvirtuen l'enfocament actual sobre la qüestió de les dones aborígens desaparegudes i assassinades. Barbara Bailey, que va formar part de l'equip de les Nacions Unides que va visitar el Canadà el 2013 per investigar la violència, ha dit: «Crec que restar valor ara seria realment una tragèdia. Arreglem aquest problema primer i després podrem començar a veure què hi ha més enllà».
Parlant sobre el tema, la ministra d'Afers Indígenes, Carolyn Bennett, ha dit: «El nostre mandat és arribar ara al fons de la tragèdia de les dones i nenes indígenes desaparegudes i assassinades al Canadà», citant el sexisme com a preocupació específica. Dawn Lavell-Harvard, la presidenta de l'Associació de Dones Natives del Canadà, també ha valorat el tema dient: «Absolutament [els homes] mereixen la mateixa atenció, però no necessàriament al mateix fòrum», ni aquest fòrum ni un nivell igual d'atenció encara s'ha de materialitzar.